# Krems an der Donau

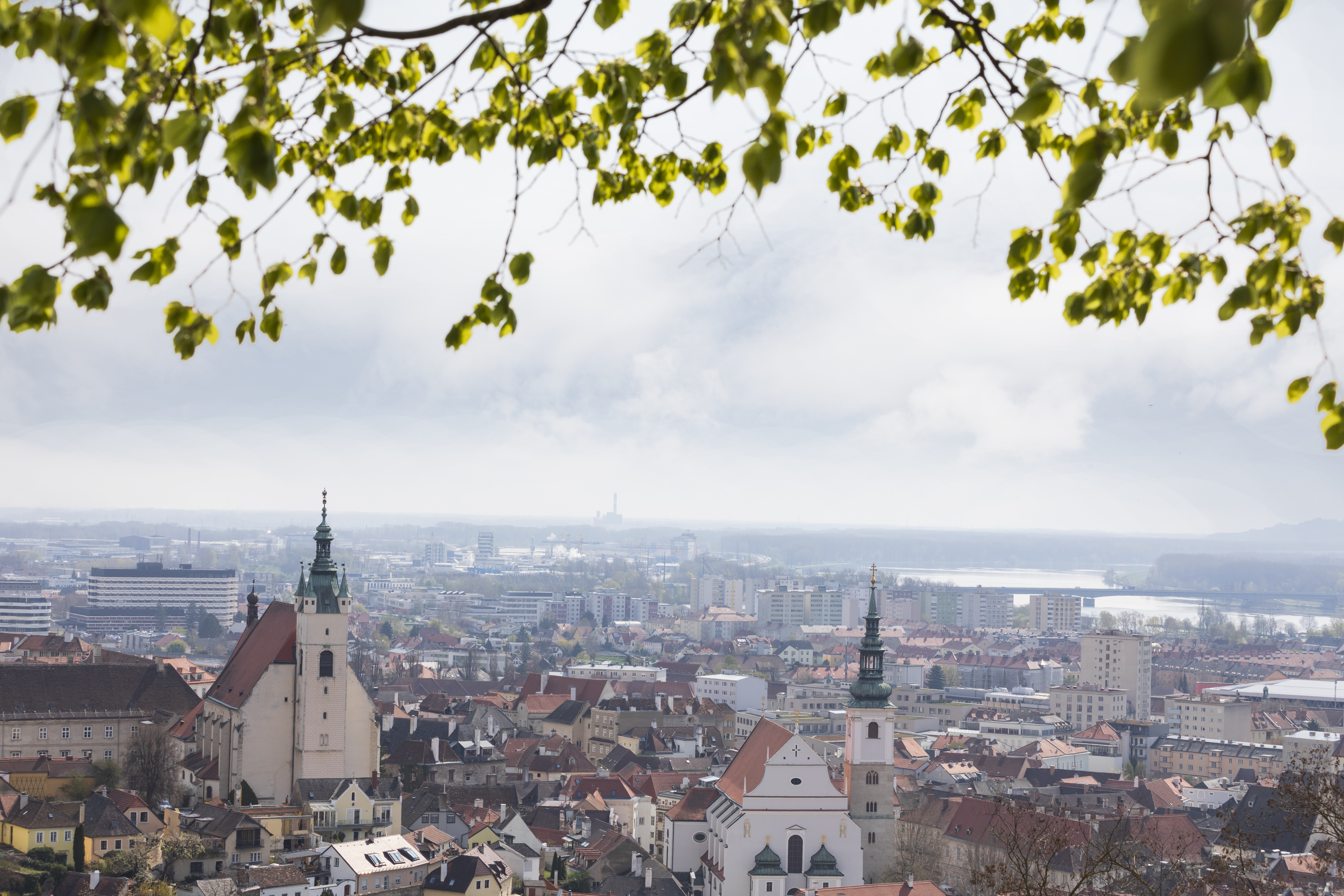
Blick auf Krems

Krems an der Donau ist mit 25.473 Einwohnern (Stand 1. Jänner 2025) die fünftgrößte Stadt Niederösterreichs und liegt an der Donau, 70 km westlich von Wien. Als Statutarstadt erfüllt sie sowohl die Aufgaben einer Gemeinde als auch eines Bezirks, darüber hinaus ist sie Verwaltungssitz des Bezirks Krems-Land. Krems ist heute eine Handels-, Kultur-, Schul- und Universitätsstadt.

## Geographie

### Geographische Lage
Krems liegt im niederösterreichischen Donautal, wo die Große Krems in die Donau mündet, im östlichen Randbereich der Wachau und am Südabbruch des Waldviertels. Die Landschaften Wagram und Tullnerfeld schließen im Osten an. Im gegenüberliegenden Donaubereich erstreckt sich der Dunkelsteinerwald. Am rechten Donauufer liegt das bereits seit römischer Zeit besiedelte Mautern.
Krems liegt auf einer Höhe von 203 m ü. A., der tiefste Punkt im Gemeindegebiet sind die Steinplatten bei Hollenburg (189 m), der höchste liegt mit ca. (545 m) in der Nähe von Scheibenhof.

### Klima
Das Klima in Krems bildet ein Übergangsklima mit ozeanischen Einflüssen aus dem Westen sowie kontinentalen Einflüssen aus dem Osten. Dies zeigt sich in vergleichsweise hohen Temperaturschwankungen, mit warmheißen Sommern und kühlen Wintern. Die im Bezugszeitraum 1971–2000 höchste gemessene Temperatur betrug 36,8 °C im Juni und die tiefste −22,8 °C im Jänner. Die jährliche Durchschnittstemperatur beträgt 9,4 °C, dabei ist der Juli mit durchschnittlich 19,5 °C der wärmste Monat und mit −0,6 °C der Jänner der kälteste. Mit etwa 500 l/m² weist Krems eine sehr geringe Jahresniederschlagsmenge auf, der österreichische Durchschnitt beträgt ca. 1100 l/m². Insgesamt ist das Klima in Krems und Umgebung sehr gut für den Weinbau geeignet.
|                        | Jan  | Feb  | Mär  | Apr  | Mai  | Jun  | Jul  | Aug  | Sep  | Okt  | Nov  | Dez  |   |       |
| Mittl. Temperatur (°C) | −0,6 | 0,8  | 4,9  | 9,3  | 14,6 | 17,6 | 19,5 | 18,9 | 14,3 | 8,9  | 3,7  | 0,7  | ⌀ | 9,4   |
| Mittl. Tagesmax. (°C)  | 3,1  | 5,1  | 10,2 | 15,3 | 20,6 | 23,3 | 25,8 | 25,5 | 20,4 | 14,5 | 7,5  | 3,7  | ⌀ | 14,6  |
| Mittl. Tagesmin. (°C)  | −3,2 | −2,5 | 0,8  | 4,5  | 9,0  | 12,0 | 13,8 | 13,4 | 9,7  | 4,9  | 0,8  | −2,1 | ⌀ | 5,1   |
|                        |      |      |      |      |      |      |      |      |      |      |      |      |   |       |
| Niederschlag (mm)      | 17,3 | 21,0 | 27,4 | 37,5 | 58,2 | 80,2 | 79,8 | 62,0 | 45,5 | 28,3 | 33,6 | 24,9 | Σ | 515,7 |
|                        |      |      |      |      |      |      |      |      |      |      |      |      |   |       |
| Sonnenstunden (h/d)    | 1,8  | 3,2  | 4,1  | 5,5  | 7,1  | 7,1  | 7,7  | 7,6  | 5,2  | 3,9  | 1,8  | 1,4  | ⌀ | 4,7   |
|                        |      |      |      |      |      |      |      |      |      |      |      |      |   |       |
| Regentage (d)          | 5,0  | 5,1  | 5,8  | 6,5  | 9,0  | 9,9  | 9,6  | 8,4  | 6,9  | 5,0  | 7,2  | 6,0  | Σ | 84,4  |

| −3,2 |

| −2,5 |

| 0,8 |

| 4,5 |

| 9,0 |

| 12,0 |

| 13,8 |

| 13,4 |

| 9,7 |

| 4,9 |

| 0,8 |

| −2,1 |

| −3,2 |

| −2,5 |

| 0,8 |

| 4,5 |

| 9,0 |

| 12,0 |

| 13,8 |

| 13,4 |

| 9,7 |

| 4,9 |

| 0,8 |

| −2,1 |

| N i e d e r s c h l a g | 17,3 | 21,0 | 27,4 | 37,5 | 58,2 | 80,2 | 79,8 | 62,0 | 45,5 | 28,3 | 33,6 | 24,9 |
|                         | Jan  | Feb  | Mär  | Apr  | Mai  | Jun  | Jul  | Aug  | Sep  | Okt  | Nov  | Dez  |

### Natur
Durch den Übergang unterschiedlicher Klimazonen (vom milden pannonischen Klima zum rauen Waldviertler Klima) gibt es in Krems eine vielfältige Vegetation, von Feuchtgebieten in den Auwäldern bis zu Trockenrasen in den Weinbergen.

### Stadtgliederung

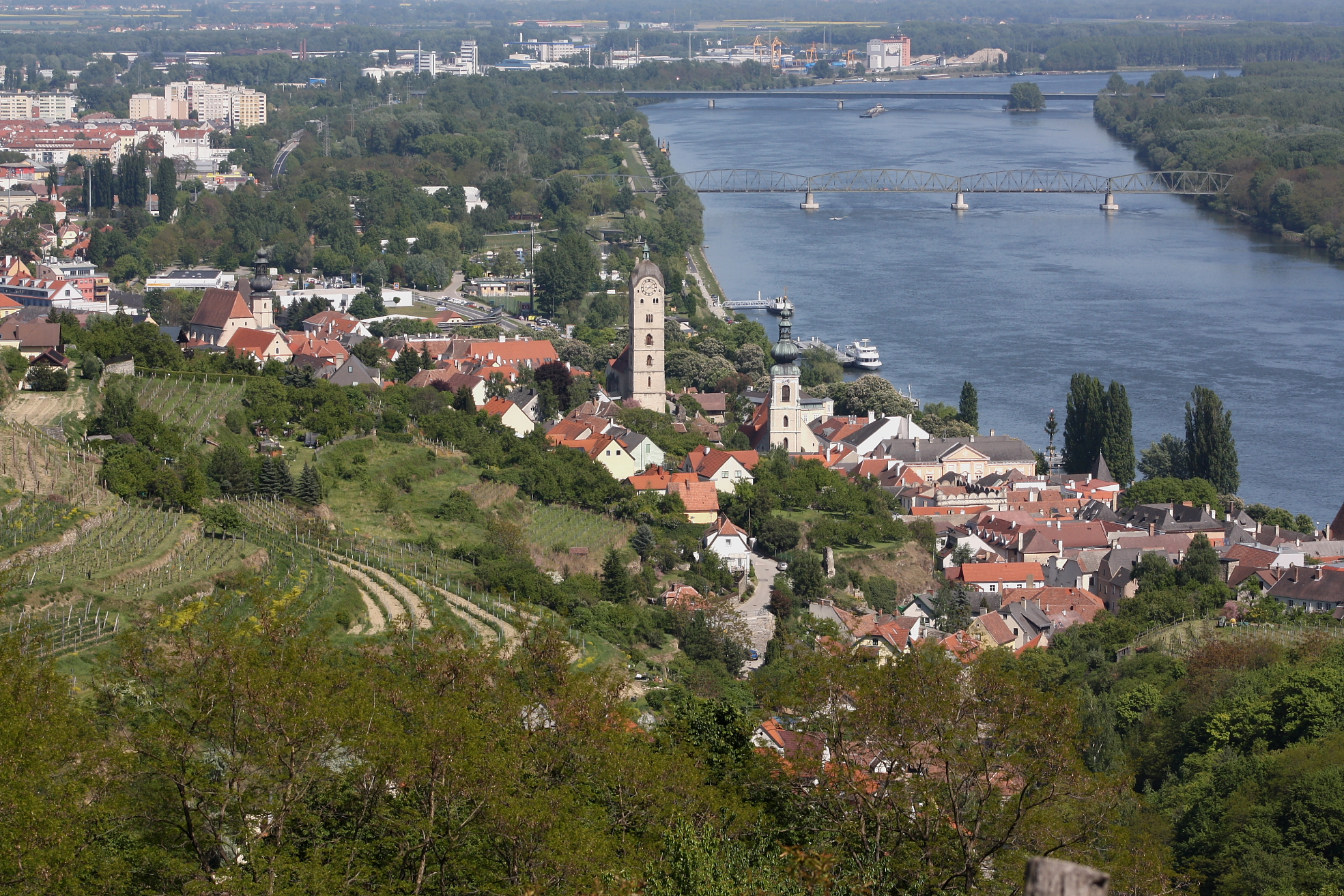
Die Westansicht vom Stadtteil Stein

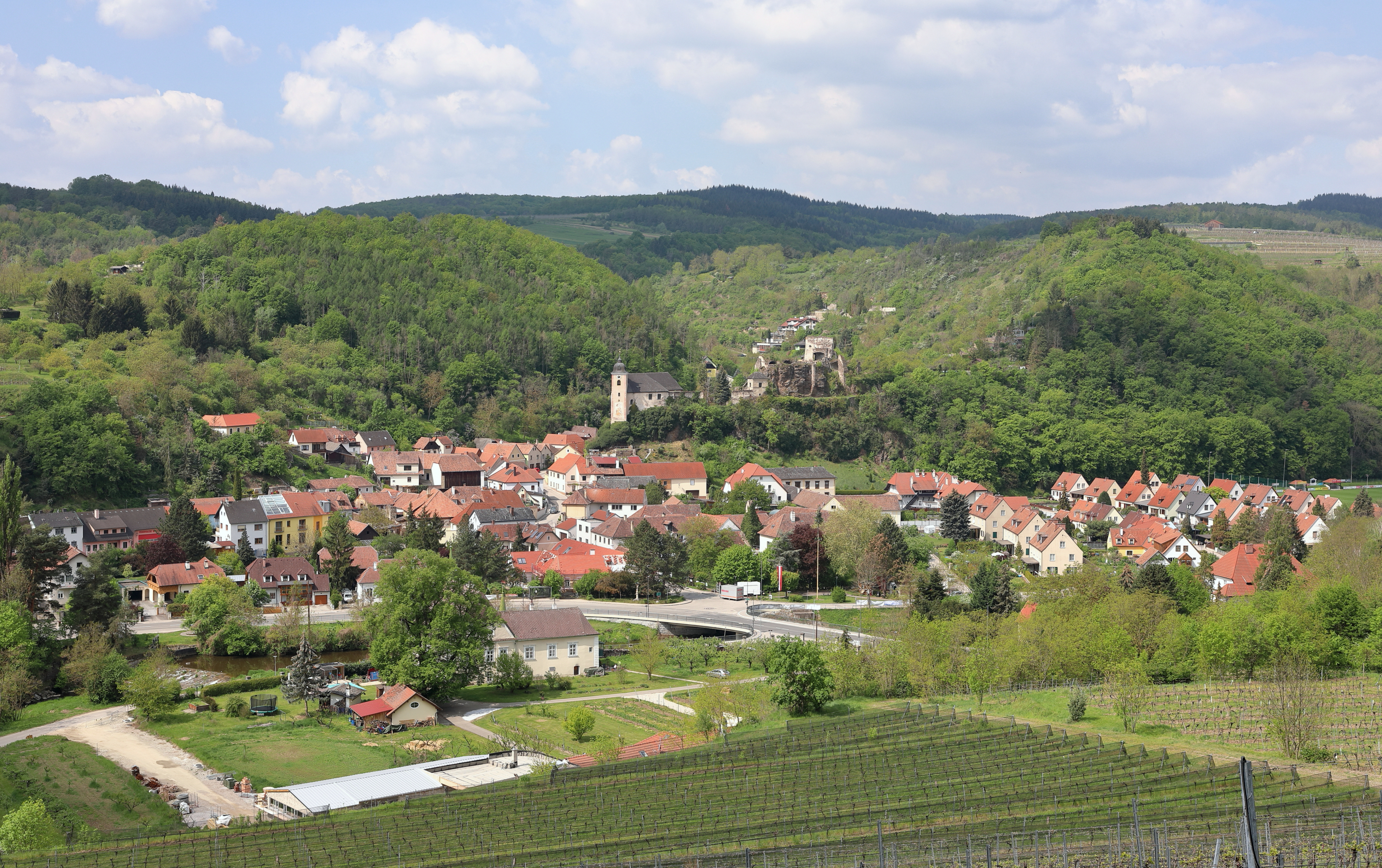
Ortsteil Rehberg im Kremstal

Das Gemeindegebiet umfasst folgende 12 Ortschaften (in Klammern Einwohnerzahl Stand 1. Jänner 2025):
- Angern (172)
- Brunnkirchen (243)
- Egelsee (928)
- Gneixendorf (1319)
- Hollenburg (453)
- Krems an der Donau (15.033)
- Landersdorf (1153)
- Lerchenfeld (1974)
- Rehberg (1791)
- Scheibenhof (93)
- Stein an der Donau (2003)
- Thallern (311)

Die Gemeinde besteht aus den Katastralgemeinden Angern, Egelsee, Gneixendorf, Hollenburg, Krems, Landersdorf, Rehberg, Scheibenhof, Stein, Thallern und Weinzierl bei Krems.
Zur Katastralgemeinde Krems gehört der größere Teil des dicht bewohnten Stadtteils Mitterau. Der Rest gehört zur Katastralgemeinde Weinzierl, ebenso wie der in der Zwischenkriegszeit entstandene Stadtteil Lerchenfeld (auch Standort der VOEST Krems).

### Nachbargemeinden
|           | Senftenberg Stratzing | Langenlois                                                       |
| Dürnstein | Kompass               | Rohrendorf, Gedersdorf                                           |
| Mautern   | Paudorf, Furth        | Grafenwörth (Tulln) Traismauer (St. Pölten) Nußdorf (St. Pölten) |

## Geschichte

### Urgeschichte (ab 30.000 v. Chr.)
Im Jahr 2005 wurde bei Ausgrabungen am Wachtberg ein 27.000 Jahre altes Kindergrab gefunden. Bei diesen aus der Eiszeit stammenden Funden handelt es sich um die älteste bekannte Grabstätte in Österreich. In den Lössablagerungen hat sich die Grabstelle gut erhalten. Die beiden bestatteten Säuglinge wurden mit einem Schulterblatt eines Mammuts bedeckt. Es sind auch noch Grabbeigaben erhalten. Die beiden männlichen Säuglinge waren nach neueren DNA-Analysen eineiige Zwillinge. Einer von beiden starb direkt nach der Geburt, der andere wenige Wochen danach. In der Nähe wurde das Grab eines weiteren männlichen Säuglings entdeckt, dieser war nach molekulargenetischen Analysen eng mit den Zwillingen verwandt, möglicherweise ein Cousin.
Ebenso spektakulär war der Fund im Zuge von archäologischen Grabungen bei Krems-Rehberg: das bisher älteste Kunstwerk Österreichs, die Fanny vom Galgenberg, eine 32.000 Jahre alte Frauenstatuette. Das Original der zierlichen Figur wird im Naturhistorischen Museum Wien gemeinsam mit der einige tausend Jahre jüngeren Venus von Willendorf präsentiert.

### Slawische Siedlung (ab 7. Jahrhundert), Kolonisation (ab 9./10. Jahrhundert)
Die ältesten Niederlassungen im Raum Krems-Stein wurden nicht dauerhaft bewohnt. Auch im frühen Mittelalter vertrieben kriegerische Auseinandersetzungen die Siedler immer wieder. Neueste Funde von Slawensiedlungen gerade in Krems und Stein lassen auf eine Siedlungskontinuität der Slawen seit dem 7. Jahrhundert schließen. Mit der Schlacht auf dem Lechfeld 955 stabilisierten sich die Verhältnisse, die Kolonisation im Auftrag bayrischer und Salzburger Klöster und Stifte setzte verstärkt ein. Für Krems und Stein ist gesichert, dass ab dem 10. Jahrhundert rasch und kontinuierlich Kaufmanns- und Verwaltungsstützpunkte rund um den Hohen Markt in Krems und die Kirchensiedlung am Frauenberg in Stein errichtet wurden. Aus 995 ist die älteste Urkunde mit dem Namen Krems (orientalis urbs quae dicitur Cremisa) erhalten. Südlich der Donau wird der heutige Stadtteil Hollenburg bereits in einer Schenkungsurkunde aus dem Jahr 860 erwähnt.

### Gründung, Münz- und Zollstätte, Stadtrecht (11./12. Jahrhundert), Vernichtung der jüdischen Gemeinden (1421)
1014 wurde die Pfarre Krems gegründet und in den Jahren 1130–1190 war Krems Münzstätte der ältesten babenbergischen Münzprägung. Vor 1200 wurde Stein zur landesfürstlichen Zollstätte. Aus 1305 ist das älteste geschriebene Stadtrecht überliefert, das aber bereits aus babenbergischer Zeit stammen dürfte. Die beiden Siedlungsräume Krems und Stein waren damals zwar in der Natur getrennt, doch über ein gemeinsames Stadtrecht und die gemeinsame Verwaltung verbunden. Ein rasches Wachstum, sowohl von der Wirtschaftskraft als auch räumlich, kennzeichnet diesen Abschnitt der Stadtgeschichte.
Im Rahmen der von Herzog Albrecht V. 1421 mit Edikt angeordneten Wiener Gesera wurde die jüdische Gemeinde in Krems – so wie in 16 weiteren landesfürstlichen Orten, darunter auch Herzogenburg – vernichtet.
Am 1. April 1463 verlieh der römisch-deutsche Kaiser Friedrich III. der Stadt Krems ein neues Stadtwappen, das heute noch gültig ist. Es zeigt einen bewehrten, rot bezungten goldenen Doppeladler mit über den Köpfen schwebender Kaiserkrone auf schwarzem Grund. Außerdem erhielt Krems das Privileg für den Bau einer Donaubrücke. Um 1470 wurde die Bürgerspitalskapelle errichtet, die im Türsturz des Portals den Wahlspruch Kaiser Friedrich III. A.E.I.O.U., mit der Jahreszahl 1470 in gotischen Ziffern, zeigt.
1447 wurde die Kremser Hauerinnung St. Paul, die älteste Hauerinnung im deutschsprachigen Raum, erstmals urkundlich erwähnt.

### Neuzeit

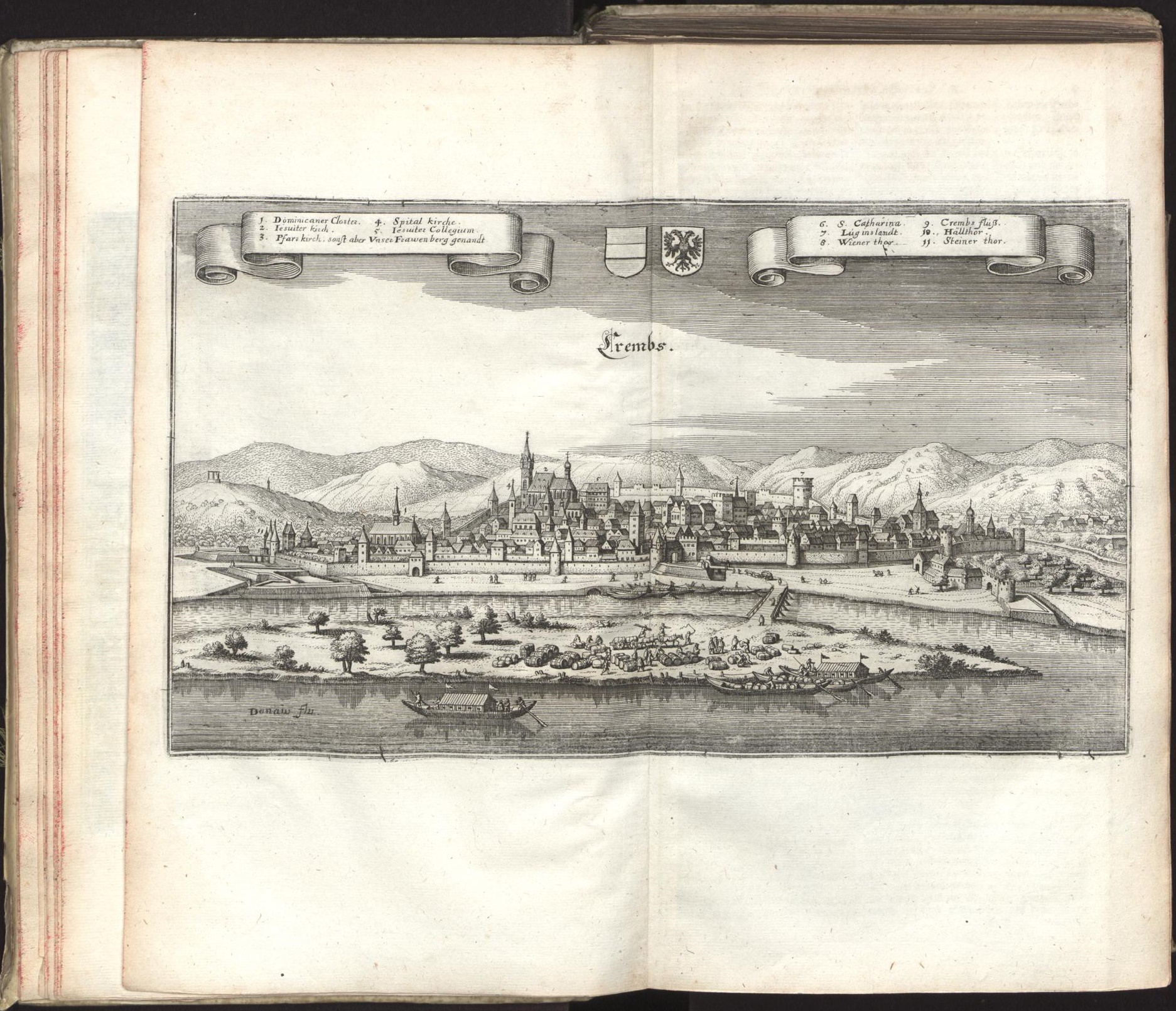
Stadtansicht aus dem 17. Jahrhundert

Im 16. Jahrhundert war Krems ein Zentrum der Reformation, getragen von den wohlhabenden Fernhandelskaufleuten und den einkommensstarken Handwerkern. Dank der Lage an einem Handelsweg von Italien nach Mittel- und Nordeuropa machte Krems als Handelsstadt auch Wien Konkurrenz. Am Ende des Jahrhunderts war Krems fast zu 100 Prozent evangelisch, die Gegenreformation schlug jedoch mit voller Härte zu. Viele Kirchen und Profanbauten sind Zeugen der hohen Wirtschaftskraft und der kirchlichen Reformstreitigkeiten; am Ende siegten die Katholiken.
Zeitgleich kam es zu einer wirtschaftlichen Katastrophe, ausgelöst durch einen verheerenden Stadtbrand. 1645 wurde die Stadt im Dreißigjährigen Krieg von den Schweden erobert und ein Jahr später von kaiserlichen Truppen unter Hans Christoph III. von Puchheim und Johann Wilhelm von Hunolstein rückerobert, wobei die Hälfte der Häuser beschädigt oder zerstört wurde.
Das Kapuzinerkloster zwischen den beiden Städten Krems und Stein (Kloster Und) wird 1612 gegründet; nach einem Brand 1656 wird es wieder aufgebaut.
Im Jahr 1756 wird Martin Johann Schmidt Bürger von Stein. Der letzte große Barockmaler Österreichs lebt und arbeitet hier bis zu seinem Tod im Jahr 1801.
Vor allem im 18. und 19. Jahrhundert wurde in heute eingemeindeten Ortschaften südlich der Donau Braunkohle abgebaut. Der untertägige Abbau hinterließ Hohlräume im Untergrund, die mitunter zu Erdfällen führen. Ein solcher ereignete sich zum Beispiel im Februar 2019 im Ortsteil Brunnkirchen, wo in einem Weingarten plötzlich ein etwa 13 m tiefes Loch auffiel, das auf Stollen in zumindest 30 m Tiefe zurückgeführt und sicherheitshalber verfüllt wurde.
In der Schlacht von Dürnstein am 11. November 1805 vor den Toren von Stein, besiegten die österreichisch-russischen Truppen die Franzosen unter Mortier, dennoch wurde der 3. Koalitionskrieg nach der Schlacht bei Austerlitz verloren.
In den Jahren 1849/50 wurden für die beiden Städte Krems und Stein eigene Stadtverwaltungen eingerichtet (Stein wurde erst im Jahr 1938 an Krems angeschlossen).
1872 wurde die Stadt Krems in das Bahnnetz eingegliedert. Die Holzbrücke, die über die Donau führte, wurde 1897 durch eine Stahlkonstruktion ersetzt, die wiederum im Zweiten Weltkrieg zerstört wurde. Sie wurde daraufhin durch zufällig vorhandene Elemente ergänzt und ist heute ein Kulturdenkmal der bewegten Geschichte der Doppelstadt. Außerdem wurde die Bahnverbindung Krems – St. Pölten nach der Fertigstellung der Kremser Eisenbahnbrücke geschaffen.
Am 19. Juni 1933 wurde von zwei Nationalsozialisten im Alauntal ein Handgranatenüberfall auf eine Gruppe von christlich-deutschen Wehrturnern verübt. 30 Turner wurden dadurch verletzt, davon 17 schwer und einer lebensgefährlich; ein Turner starb an den Folgen des Anschlags. In der Folge wurde ein Betätigungsverbot für die österreichische NSDAP – Hitlerbewegung, ihre Neben- und Unterorganisationen und den Steirischen Heimatschutz erlassen. Im Zusammenhang damit wurden am 21. Juni auch 43 „deutschvölkische“ Turnvereine behördlich aufgelöst. Zudem wurde die Todesstrafe am 10. November 1933 wieder eingeführt und am 8. Juli 1934 auch auf Sprengstoffanschläge ausgeweitet. Ein Gedenkstein dessen wurde 1938 entfernt und nicht wieder angebracht.

### Nationalsozialismus, Zweiter Weltkrieg
Der „Anschluss“ Österreichs 1938 bedeutete auch in der Stadtgeschichte einen gravierenden Einschnitt. Die Verfolgung und Vertreibung der jüdischen Mitbürger, das Kriegsgefangenenlager STALAG XVII B Krems-Gneixendorf (die Vorlage für Billy Wilders Film Stalag 17) und die wehrwirtschaftlichen Interessen am Industrieausbau in Lerchenfeld waren nur einige der Auswirkungen und Folgen des Nationalsozialismus.
Unter Einschluss von 14 Gemeinden (Krems, Stein, Egelsee, Mautern, Oberrohrendorf, Unterrohrendorf, Landersdorf, Gneixendorf, Rehberg, Palt, Furth, Brunnkirchen, Thallern und Stratzing) der Umgebung wurde in der NS-Zeit „Groß-Krems“ geschaffen.
Die ersten Bauprojekte, die realisiert wurden, sind der Kremser Hafen, ein Stahlwerk und der Stadtteil Lerchenfeld – danach ist der Ausbau von Krems zur Gauhauptstadt im Reichsgau Niederdonau kriegsbedingt eingestellt worden. Da aus diesem Grund auch das geplante Gauforum nicht gebaut werden konnte, sind die Verwaltungseinrichtungen nicht nach Krems übersiedelt, sondern in Wien verblieben.
Im gleichen Jahr wurde Krems mit Bescheid des Innenministeriums zur Statutarstadt erhoben. Am 2. April 1945 erfolgte der einzige Bombenangriff auf Krems, der massive Schäden im Gebiet des Bahnhofes verursachte und offiziell 108 Tote forderte (die genaue Zahl konnte wegen der Flüchtlingskolonnen aus dem Osten, die sich durch die Stadt bewegten, nicht ermittelt werden).
Beim Massaker im Zuchthaus Stein wurden am 6. April 1945 am Anstaltsareal und in umliegenden Ortschaften bis zu 500 Häftlinge sowie fünf Justizwachebeamte durch Angehörige der Wehrmacht, der Waffen-SS, des Volkssturms und der Schutzpolizei erschossen. Am 15. April ermordeten Wiener Gestapo-Beamte 44 Insassen des landesgerichtlichen Gefangenenhauses Wien auf dem Gelände des Steiner Zuchthauses.

### Zweite Republik

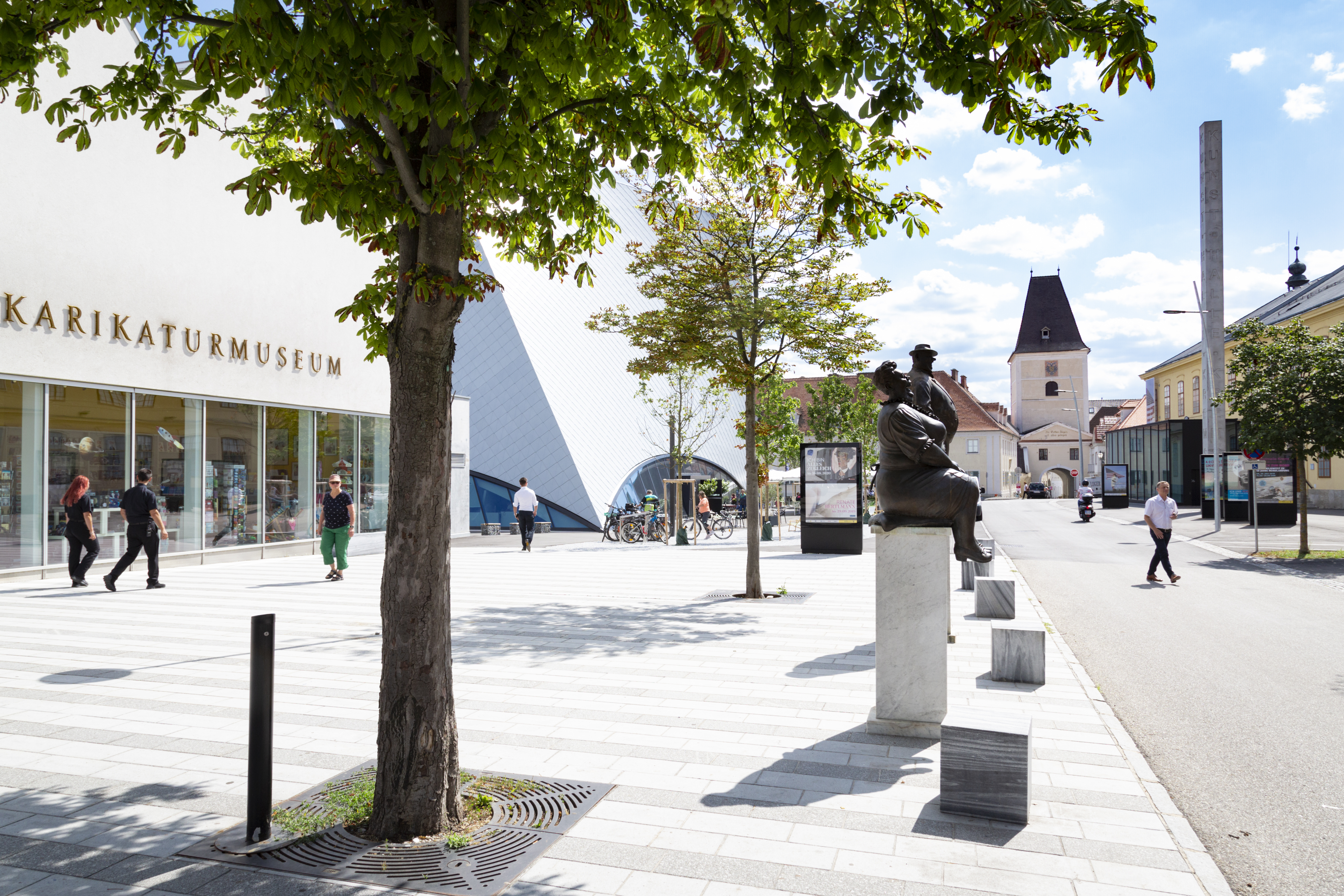
Kunstmeile mit Karikaturmuseum, Landesgalerie NÖ und Kunsthalle Krems

Die zweite Hälfte des 20. Jahrhunderts brachte viele Erfolge, darunter den Ausbau des Kremser Hafens als Ergebnis der steigenden Bedeutung des Donauweges und, verbunden damit, eine moderne und leistungsfähige Industrie. Die Errichtung der Landesakademie und die Gründung der Donau-Universität Krems sowie eine aktive Rolle im Kulturgeschehen des Landes führten zu weiterem Wachstum von Krems im ausgehenden 20. Jahrhundert. Vielfältige Veranstaltungen und Festivals, darunter das Musikfestival Glatt & Verkehrt, das NÖ Donaufestival oder die Erfolge der Kunsthalle Krems mit internationalen Großausstellungen bestätigen den Weg. Unter der Dachmarke Kunstmeile Krems vereinen sich unter anderem das Karikaturmuseum, eine Artothek, das Frohner Forum und viele weitere Einrichtungen. 2000 werden die Altstädte von Krems und Stein gemeinsam mit der Wachau zum UNESCO-Weltkulturerbe ernannt. 2019 wird die Landesgalerie Niederösterreich errichtet.

## Bevölkerung

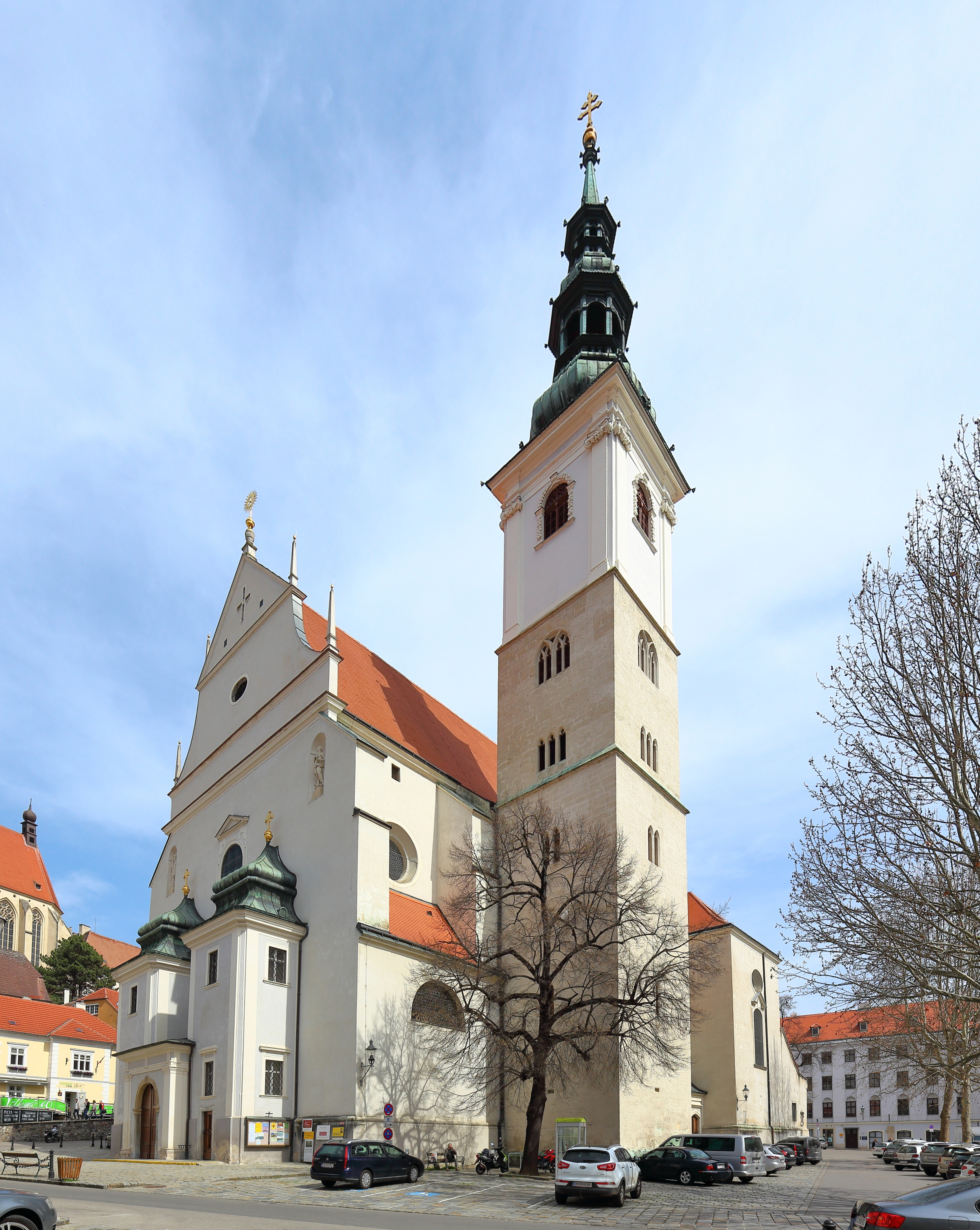
Stadtpfarrkirche St. Veit

### Religionen
Die Religionszugehörigkeit der Kremser Wohnbevölkerung setzt sich laut Volkszählung 2001 wie folgt zusammen:
| römisch-katholisch:         | 74,1 % |
| ohne Bekenntnis:            | 13,6 % |
| islamisch:                  | 04,0 % |
| evangelisch:                | 03,0 % |
| orthodox:                   | 01,3 % |
| Sonstige bzw. keine Angabe: | 04,4 % |

In Krems gibt es sieben katholische Pfarren, die zur Diözese St. Pölten gehören: St. Veit, St. Paul, Krems-Lerchenfeld, Stein, Rehberg, Egelsee, Brunnkirchen und Hollenburg. Pfarrkirchen in anderen Stadtteilen werden von nahe liegenden Pfarrämtern mitbetreut.
Weitere Religionsgemeinschaften mit Kirchengebäuden sind unter anderem: die Evangelische Pfarrgemeinde mit der Heilandskirche von Otto Bartning, die Altkatholische Kirchengemeinde Krems-St.Pölten mit der Willibrord-Kapelle und die Rumänische Baptistengemeinde.

### Bevölkerungsentwicklung

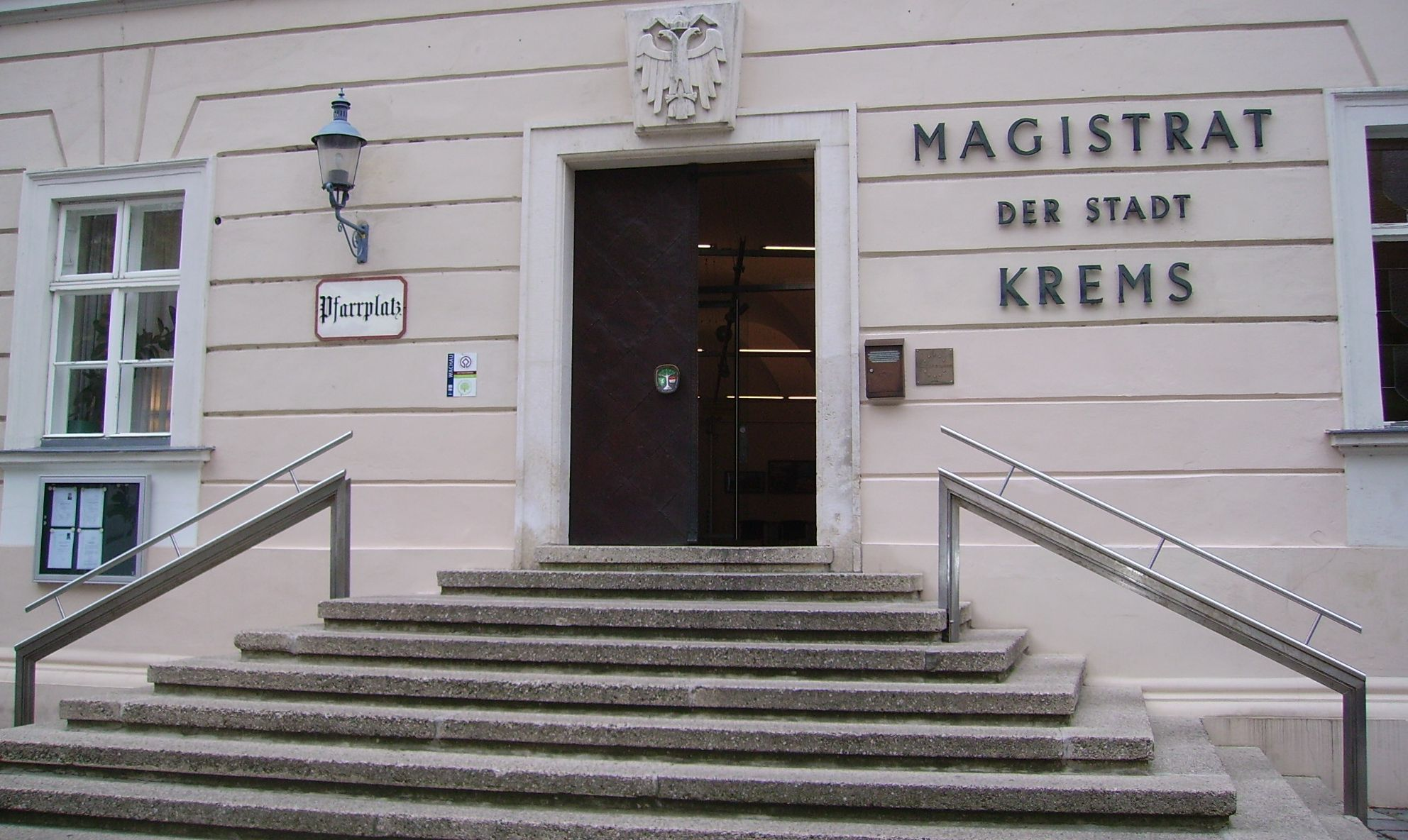
Magistrat der Stadt Krems

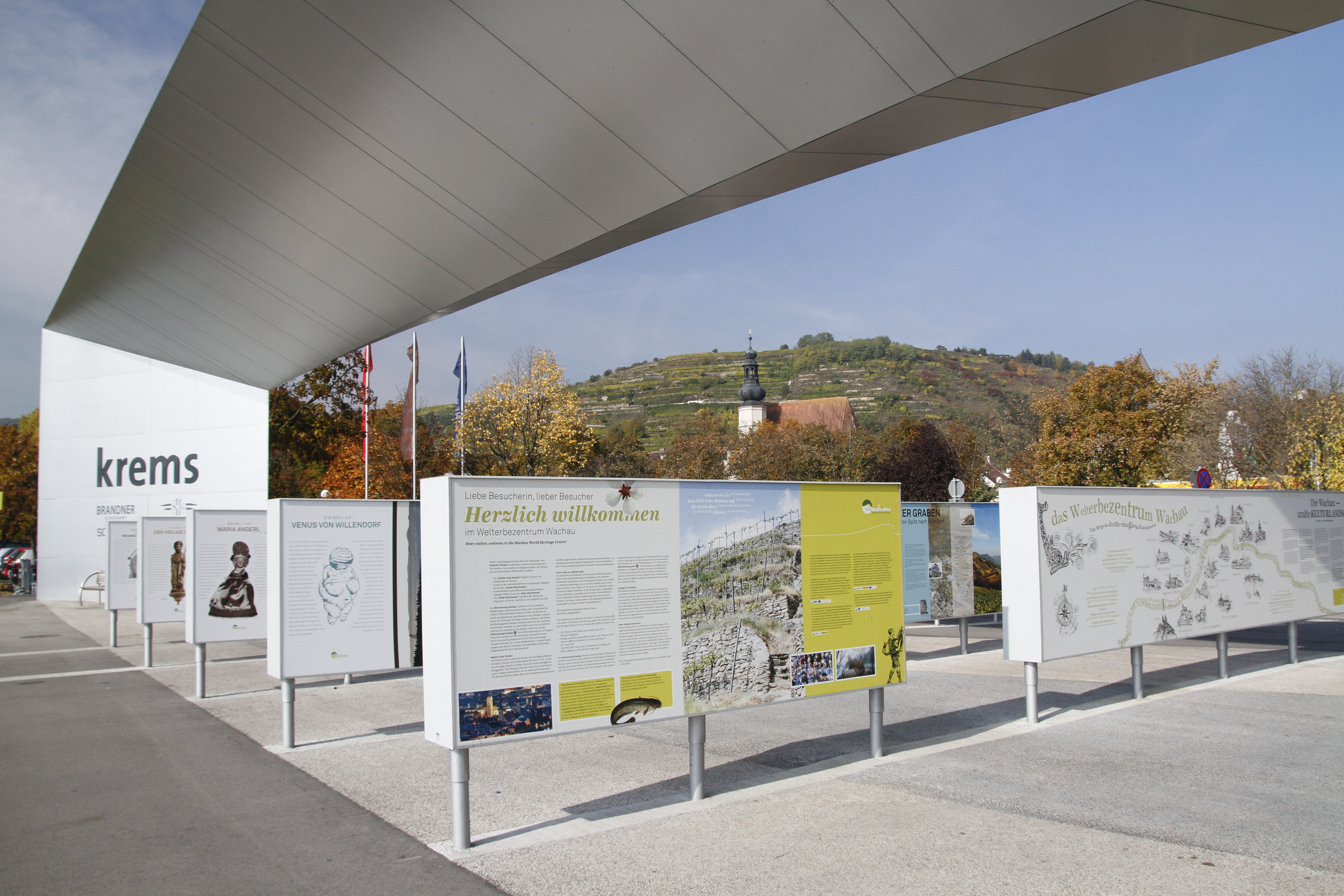
Schifffahrts- und Welterbezentrum

| Krems an der Donau: Einwohnerzahlen von 1869 bis 2025 | Krems an der Donau: Einwohnerzahlen von 1869 bis 2025 | Krems an der Donau: Einwohnerzahlen von 1869 bis 2025 | Krems an der Donau: Einwohnerzahlen von 1869 bis 2025 | Krems an der Donau: Einwohnerzahlen von 1869 bis 2025 |
| ----------------------------------------------------- | ----------------------------------------------------- | ----------------------------------------------------- | ----------------------------------------------------- | ----------------------------------------------------- |
| Jahr                                                  |                                                       |                                                       |                                                       | Einwohner                                             |
| 1869                                                  | 1869                                                  |                                                       | 18.023                                                | 18.023                                                |
| 1880                                                  | 1880                                                  |                                                       | 18.950                                                | 18.950                                                |
| 1890                                                  | 1890                                                  |                                                       | 18.497                                                | 18.497                                                |
| 1900                                                  | 1900                                                  |                                                       | 21.022                                                | 21.022                                                |
| 1910                                                  | 1910                                                  |                                                       | 22.388                                                | 22.388                                                |
| 1923                                                  | 1923                                                  |                                                       | 22.205                                                | 22.205                                                |
| 1934                                                  | 1934                                                  |                                                       | 23.140                                                | 23.140                                                |
| 1939                                                  | 1939                                                  |                                                       | 23.665                                                | 23.665                                                |
| 1951                                                  | 1951                                                  |                                                       | 22.410                                                | 22.410                                                |
| 1961                                                  | 1961                                                  |                                                       | 23.097                                                | 23.097                                                |
| 1971                                                  | 1971                                                  |                                                       | 23.520                                                | 23.520                                                |
| 1981                                                  | 1981                                                  |                                                       | 23.076                                                | 23.076                                                |
| 1991                                                  | 1991                                                  |                                                       | 22.783                                                | 22.783                                                |
| 2001                                                  | 2001                                                  |                                                       | 23.713                                                | 23.713                                                |
| 2011                                                  | 2011                                                  |                                                       | 24.032                                                | 24.032                                                |
| 2021                                                  | 2021                                                  |                                                       | 24.821                                                | 24.821                                                |
| 2025                                                  | 2025                                                  |                                                       | 25.473                                                | 25.473                                                |
| Quelle(n): Statistik Austria, Gebietsstand 1.1.2021   |                                                       |                                                       |                                                       |                                                       |

## Politik

### Gemeinderat

#### Sitzverteilung im Gemeinderat nach den Wahlen
- Gemeinderatswahlen 1997: ÖVP 20, SPÖ 12, FPÖ 6, GRÜNE 2.
- Gemeinderatswahl am 6. Oktober 2002: ÖVP 20, SPÖ 13, FPÖ 3, GRÜNE 3, KLS 1.[14]
- Gemeinderatswahl am 7. Oktober 2007: ÖVP 20, SPÖ 16, FPÖ 2, KLS 1, GRÜNE 1.[15]
- Gemeinderatswahl am 7. Oktober 2012: SPÖ 16, KREMS 15, FPÖ 3, KLS 2, GRÜNE 2, UBK 2.[16]
- Gemeinderatswahl am 15. Oktober 2017: SPÖ 19, ÖVP 11, FPÖ 6, KLS 2, GRÜNE 1, PROKS 1.[17]
- Gemeinderatswahl am 4. September 2022: RESCH 17, ÖVP 10, FPÖ 6, KLS 3, NIK 2, GRÜNE 1, MFG 1.[18][19]

### Stadtsenat
Der Stadtsenat besteht aus folgenden Mitgliedern:
- Bürgermeister Peter Molnar[21]
- 1. Vizebürgermeisterin Eva Hollerer (SPÖ)
- 2. Vizebürgermeister Florian Kamleitner (ÖVP)
- StR Alexandra Ambrosch (SPÖ)[22]
- StR Günter Herz (SPÖ)
- StR Christoph Hofbauer (FPÖ)[23]
- StR Bernadette Laister (ÖVP)
- StR Helmut Mayer (SPÖ)
- StR Martin Sedelmaier (ÖVP)
- StR Werner Stöberl (SPÖ)
- StR Martin Zöhrer (FPÖ)

### Wappen, Farben und Siegel
|  | Fahne der Stadt Krems | Wappenbeschreibung: Ein rot-bezüngter goldener Doppeladler mit über den Häuptern schwebender Kaiserkrone auf schwarzem Grund. Die Fahne der Stadt Krems ist schwarz-gold. Die Farben der Stadt sind ebenfalls schwarz-gold. Das Amtssiegel des Magistrates weist das Wappen und die Umschrift Magistrat der Stadt Krems a. d. Donau auf. |

Am 1. April 1463 verlieh der römisch-deutsche Kaiser Friedrich III. der Stadt Krems ein neues Stadtwappen, das heute noch gültig ist.
Das älteste bekannte Siegel der Stadt mit der Umschrift SIGIL(LUM).CIVIUM.IN.CHREMS ist aus der Zeit Ottokar von Böhmens, also im Jahr 1250 belegt. 1318 und 1453 erhielt die Stadt nachweislich neue Siegel.

### Städtepartnerschaften

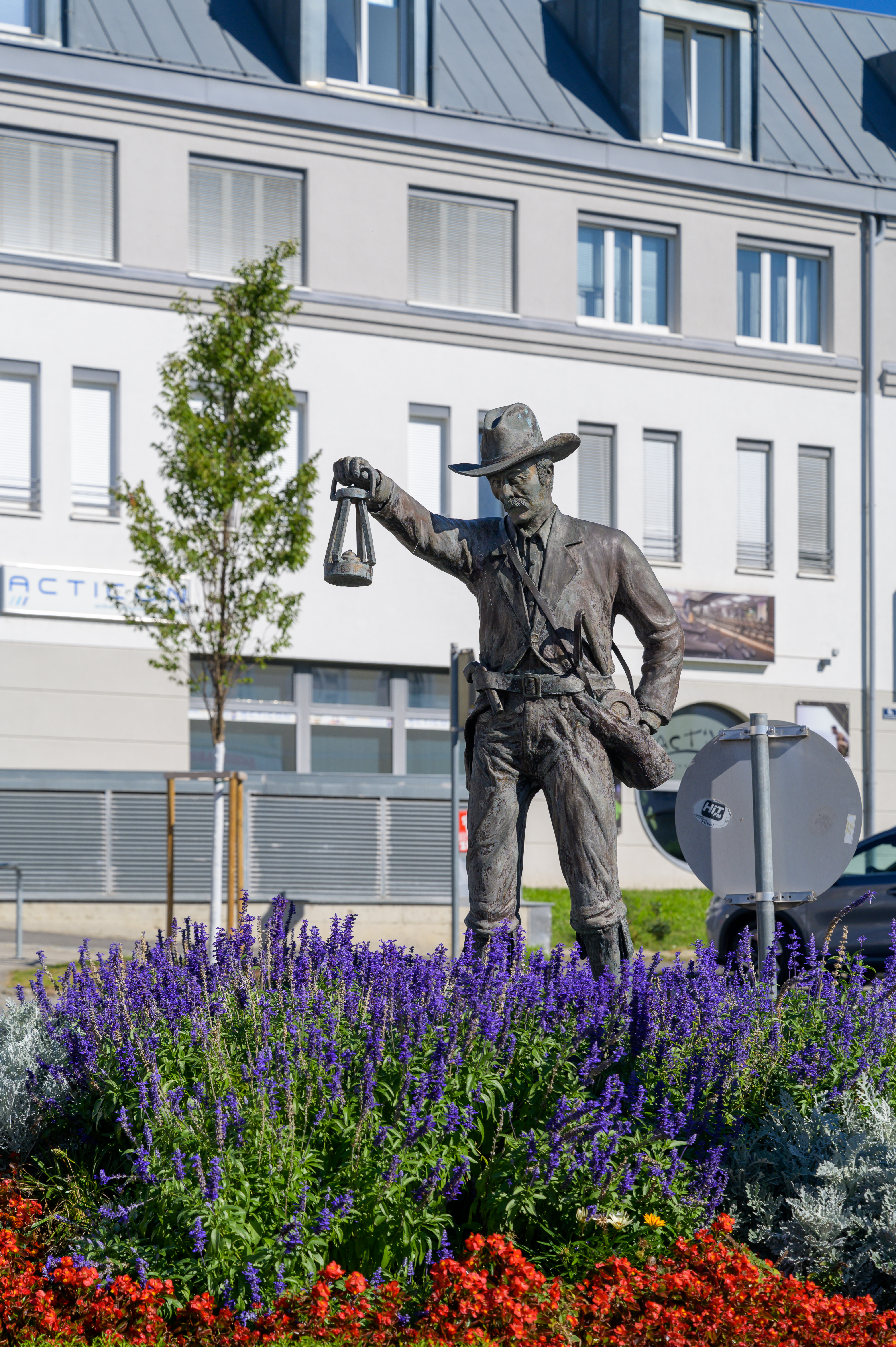
Das Partnergeschenk von Grapevine (Texas)

Krems unterhält mit den folgenden Städten Städtepartnerschaften:
- Ribe (Dänemark), seit 1971
- Böblingen in Baden-Württemberg (Deutschland), seit 1971

Die Partnerschaft wurde in den Gremien 1971 beschlossen. Sie wurde aber erst 1972 abgeschlossen. Daher wird in Böblingen 1972 als Beginn der Städtepartnerschaft geführt.
- Beaune in der Region Bourgogne-Franche-Comté (Frankreich), seit 1973
- Passau in Bayern (Deutschland), seit 1974
- Kroměříž (dt. Kremsier) in Region Zlin (Tschechien), seit 1994
- Grapevine in Texas (USA), seit 1999

Als Partnergeschenk erhielt Krems die Statue des „Nachtwächter von Grapevine“ die heute am Kreisverkehr Langenloiserstraße-Wienerstraße-Hohensteinstraße aufgestellt ist.

### E-Government
Einwohner der Stadt Krems können auf Wunsch elektronische Rechnungen für u. a. Kindergarten- und Hortbeiträge, Grundsteuer oder auch Gebrauchsabgaben erhalten. Diese Einzugsermächtigung kann direkt via Online-Formular von zu Hause ausgefüllt und eingereicht werden. Dadurch werden Behördengänge für die Bewohner vereinfacht. Außerdem können die Bürger Anregungen und Hinweise an die Stadtverwaltung per Online-Formular geben.

## Wirtschaft

### Ansässige Unternehmen
Die größten Industrie- und Gewerbebetriebe sind:
- VOEST Alpine Krems und voestalpine Finaltechnik
- KremsChem (chemische Industrie: Kunstharze und Leime; Spezialist für Feinchemikalien, Lackrohstoffe und Flammschutzmittel), gegründet 1948 als Krems Chemie, 2013 umbenannt in Metadynea Austria GmbH, seit 2014 in den Sorcy Investment Trust integriert, 2024 wurde das Unternehmen in KremsChem Austria GmbH umfirmiert.[25]
- Brantner Österreich, gegründet 1936 als Taxi-Unternehmen, ab 1960 Transporte, ab 1976 Entsorgung, später Kompostierung, Internationalisierung, Aufbereitung von Müllverbrennungsschlacke, Entwicklung Müllfahrzeuge[26]
- MSD Animal Health, Impfstoffhersteller für Tiere
- Gemeinnützige Donau-Ennstaler Siedlungs-Aktiengesellschaft (GEDESAG), größter Bauträger der Stadt

Mit dem Technopol Krems (für Medizinische Biotechnologie) gibt es eine Institution an der Schnittstelle Wirtschaft, Forschung und Ausbildung.

### Stadtversorgung

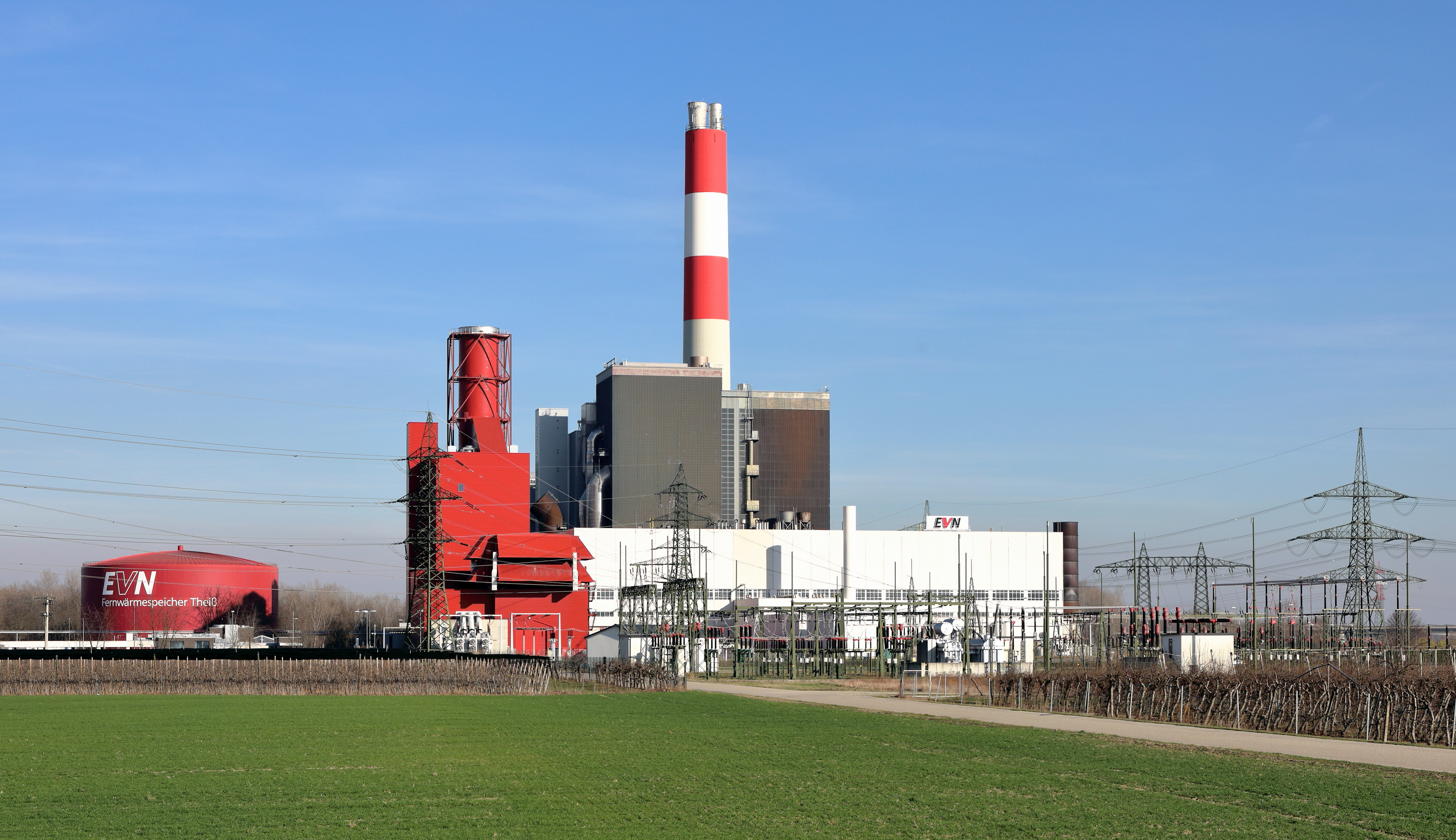
Kraftwerk Theiss

Im Osten der Stadt liegt die Kläranlage des Gemeindegebietes. Neben der Kläranlage liegt das Biomasseheizkraftwerk, welches gemeinsam mit dem weiter östlich befindlich Dampfkraftwerk Theiß der EVN, die Stadt und die Gemeinde Gedersdorf mit elektrischer Energie und Fernwärme durch die EVN Wärme versorgt.

## Verkehr
Krems ist ein Verkehrsknotenpunkt der sich durch seine Lage an Donau und den Nebentälern ergibt.
Krems ist Endpunkt zweier Schnellstraßen: der S5 (Stockerauer Schnellstraße) zum Knoten Stockerau an der A22 und der S33 (Kremser Schnellstraße) zum Knoten Sankt Pölten an der A1. Die Donau Straße B3 führt in die Wachau und weiter nach Oberösterreich, die Kremser Straße B37 führt in das Waldviertel nach Zwettl. Die L100 führt über die Mauterner Brücke (eine Sperre für 3 Jahre denkmalschutzgerechtem Umbau wird frühestens ab September 2024 erwartet; geprüft wird eine Ersatzfähre) und durch Furth/Paudorf nach Sankt Pölten. Die Langenloiser Straße B218 führt von Krems über den Kremser Flugplatz nach Langenlois und in das Kamptal, die Retzer Straße B35 vom Knoten Krems-Nord nach Retz.
Für den ruhenden Verkehr stehen in der Innenstadt zehn öffentliche Parkhäuser mit etwa 2.335 Stellplätzen zur Verfügung.
Durch Krems führt der bekannte Donauradweg. Dieser begleitet die Donau in Deutschland, Österreich (Passau – Wien und Hainburg), Ungarn und Rumänien.

### Schifffahrt

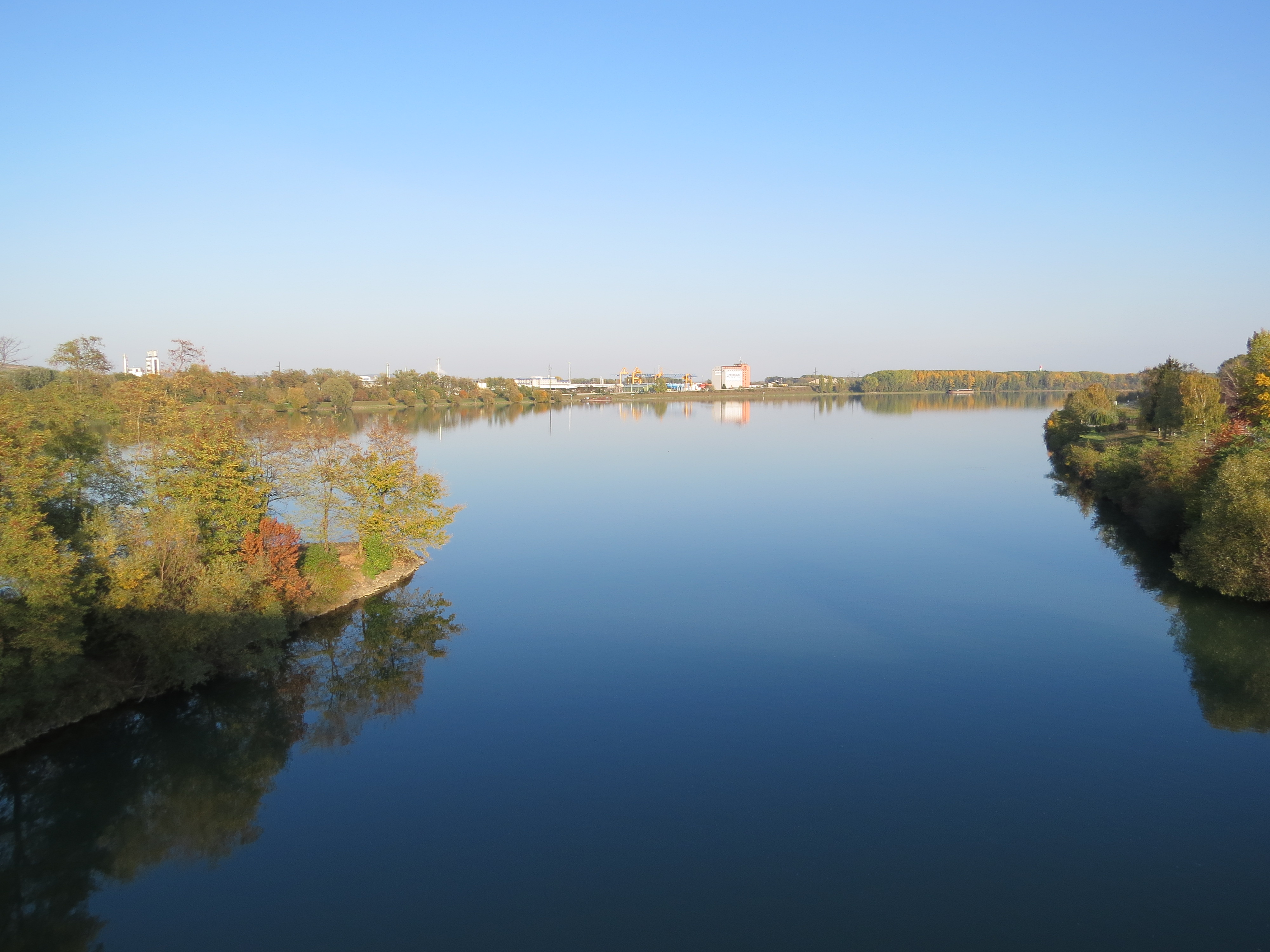
Blick von der Donaubrücke zum Kremser Hafen (2018)

Große Bedeutung hat auch der Donauhafen, der neben Wien und Linz zu den größten in Österreich zählt.
Der Hafen hat eine 40- und 50-Tonnen-Kranbrücke sowie ein Getreideterminal mit Silolagerung. Außerdem besitzt der Kremser Hafen eine Schleuse die als Hochwasserschutz geschlossen werden kann. Der Gesamtumschlag im Jahr 2024 betrug 2.245.000 Tonnen.
Neben dem Kremser Hafen gibt es noch den Yachthafen, den Behördenhafen und vier Anlegestellen für Ausflugsschiffe im Stadtteil Stein.
Die Schiffstation Krems ist Ausgangspunkt vieler Besichtigungs- und Themenfahrten in die Wachau, aber auch nach Wien und Linz. So fahren die DDSG Blue Danube, die Nostalgie Tours Krems und Brandner Schiffahrt in Krems ab. Seit Eröffnung des Rhein-Main-Donau-Kanals fahren auch französische und niederländische Schiffe in der Bedarfsschifffahrt.
Der Hafen verfügt auch über Anlagen, die ihn auch bei langanhaltender Kälteperiode eisfrei halten kann. Dabei wird Luft in sechs Meter Tiefe in das Wasser eingeblasen.

### Luftverkehr
Der Flugplatz Krems-Langenlois hat eine 904 Meter lange Asphaltpiste, die für Flugzeuge bis 5 Tonnen geeignet ist. Außerdem sind 3 Hangars mit 1.800 m² Stellfläche vorhanden.

### Eisenbahnverkehr

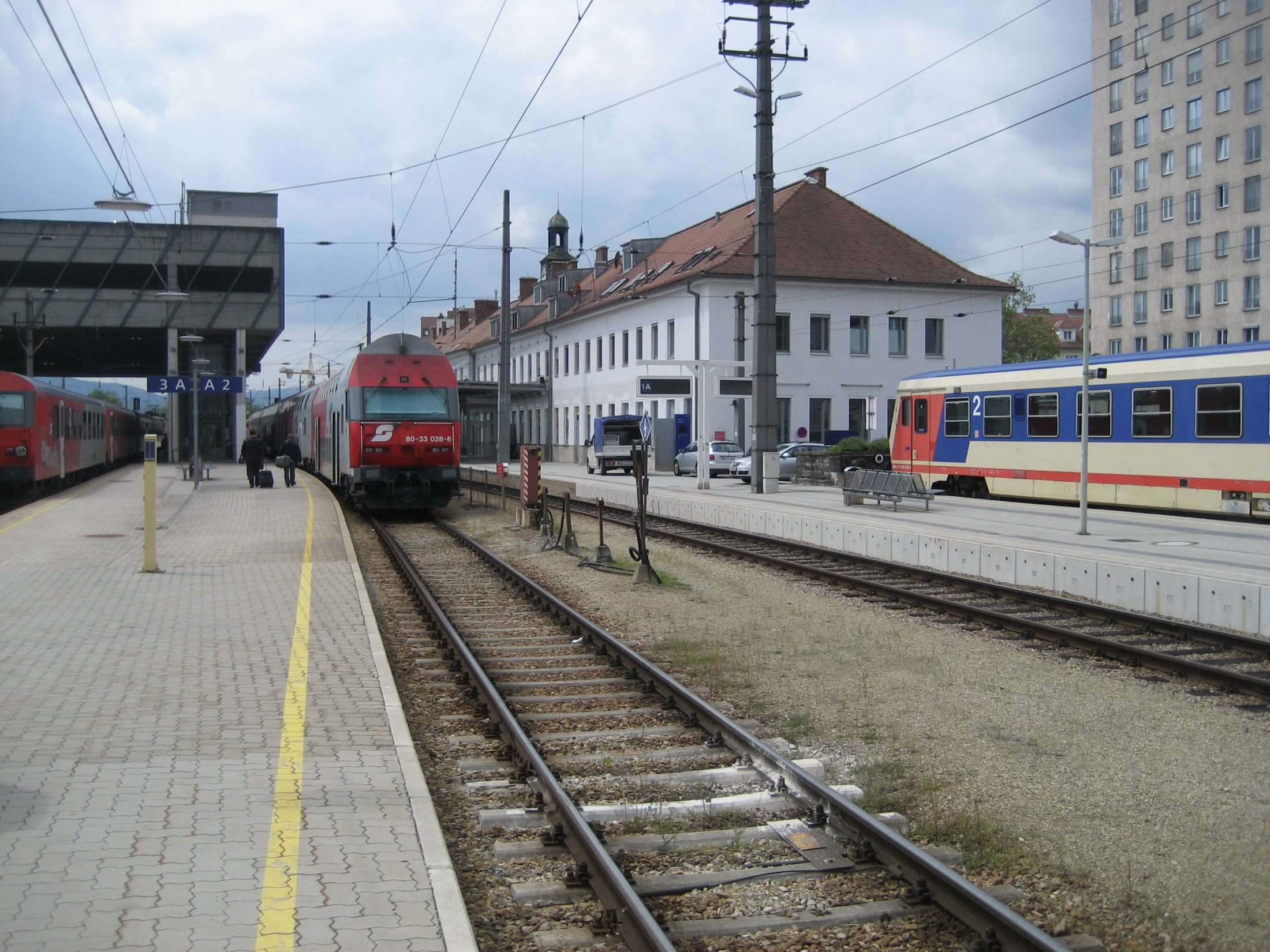
Hauptgebäude des Bahnhofs Krems an der Donau (2010)

Der Bahnhof Krems an der Donau ist ein Bahnknotenpunkt. Er ist der Endpunkt der elektrifizierten Bahnstrecke Absdorf-Hippersdorf–Krems an der Donau und Ausgangspunkt der nicht elektrifizierten Strecken in die Wachau (Donauuferbahn; eröffnet 1909) und über die Kremser Eisenbahnbrücke nach St. Pölten Hauptbahnhof (Bahnstrecke Herzogenburg–Krems; eröffnet 1879). Zudem fahren die Züge der in Hadersdorf am Kamp abzweigenden Kamptalbahn in Krems an der Donau ab.

#### Stadtbahn
Im Rahmenplan 2040 der Stadt Krems ist eine Stadtbahn, voraussichtlich mit Tram-Train-Fahrzeugen, geplant. Diese sollen von Stein/Mautern bis Landersdorf (P+R) führen und bis zu 8 Haltestellen aufweisen. Zudem sollen die Donauuferbahn zumindest bis Spitz/Donau für den Alltagsverkehr reaktiviert werden. Ein Konzept dazu existiert bereits seit 2020.

### Busverkehr

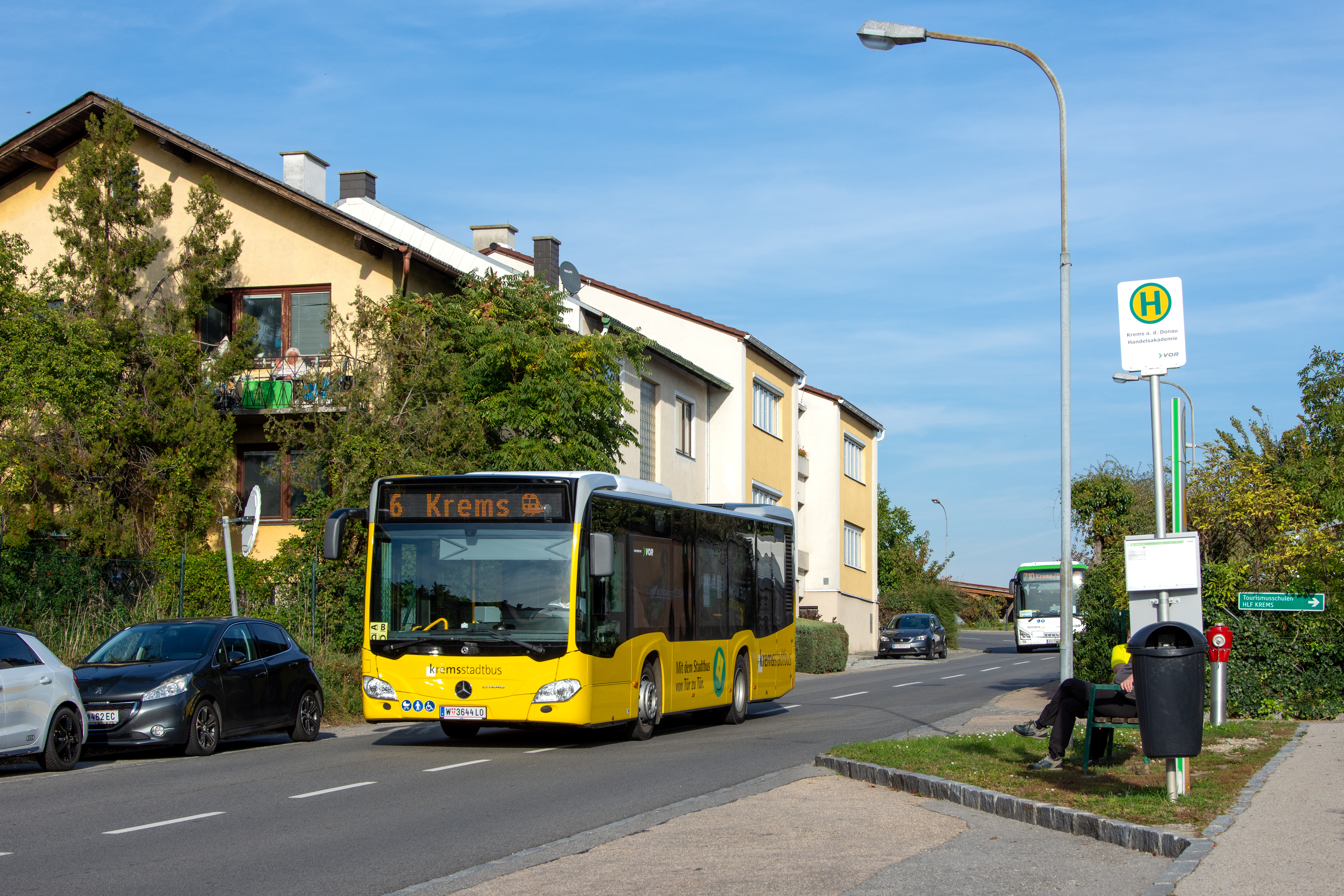
Bus der Linie 6 bei der Handelsakademie (2024)

Krems wird von drei Wieselbus-Linien (101, 102, 103), die St. Pölten mit verschiedenen Regionen Niederösterreichs verbinden, bedient. Außerdem ist der Busbahnhof beim Kremser Bahnhof Ausgangspunkt mehrerer Buslinien der ÖBB-Postbus GmbH ins Waldviertel und in die Wachau und der Wachaulinien, die täglich (auch an Sonn- und Feiertagen) von den Firmen Zuklinbus und Pichelbauer im Stundentakt (WL 1, Nordufer) oder im Zweistundentakt (WL 2, Südufer) bedient werden.
In der Stadt verkehren sieben von Blaguss betriebene Citybuslinien, die alle am Bahnhof starten und enden:
- Linie 1: Bahnhof – Sportmeile/Badearena – Stein/Kunstmeile – Förthof – Kremser Altstadt – Bahnhof
- Linie 2: Bahnhof – Mitterau – Weinzierl – Wiener Straße / Bründlgraben – Kremser Altstadt – Bahnhof
- Linie 3: Bahnhof – Lerchenfeld – Wiener Brücke / Altstadt – Bahnhof
- Linie 4: Bahnhof – Steiner Tor – Pfarrplatz / Hoher Markt – Rehberg / Friedhof – Bahnhof
- Linie 5: Bahnhof – Altstadt / Gneixendorf – B38 / Wiener Straße – Bahnhof
- Linie 6: Bahnhof – Altstadt Krems – Steindl / Kraxenweg – Bahnhof
- Linie 7: Bahnhof – Mitterau – Weinzierl – Lerchenfeld – Krems Ost (Gewerbepark) – retour über Mitterau – Bahnhof

Zusätzlich besteht mit der Linie 707 eine Shuttleverbindung zwischen Bahnhof und Donauuniversität.

## Soziale Infrastruktur

### Gesundheitswesen
Krems beherbergt das Universitätsklinikum Krems mit 469 Betten, 11 bettenführenden Abteilungen, fünf Instituten und 1.352 Bedienstete (298 Ärzte, 649 Pflegepersonen, 161 sonstiges medizinisches Personal, 222 nicht medizinisches Personal). Der in Krems stationierte Rettungshubschrauber Christophorus 2 wurde am 1. September 1983 in Dienst gestellt und fliegt im Jahr etwa 1000 Einsätze. In Krems gibt es sechs Apotheken sowie eine Bezirksstelle des Österreichischen Roten Kreuzes, die den Rettungsdienst übernimmt.

### Polizei
Neben Waidhofen an der Ybbs ist Krems an der Donau die einzige Statutarstadt Österreichs, für die eine Landespolizeidirektion nicht Sicherheitsbehörde ist. Diese Funktion wird vom Magistrat der Stadt wahrgenommen. Das Bezirkspolizeikommando im Stadtteil Mitterau ist sowohl für die eine Polizeiinspektion im Stadtgebiet als auch für die Polizeiinspektionen im Bezirk Krems zuständig. Weiters befindet sich in Krems eine Außenstelle des Landeskriminalamtes Niederösterreich. Die Polizeiinspektion Krems, die Autobahnpolizeiinspektion Krems, das Bezirkspolizeikommando und das Finanzamt sind im selben Gebäudekomplex untergebracht. Dadurch, dass die Donau das Stadtgebiet von Krems durchfließt, existiert auf dem Schutzdamm, in der Nähe des Feuerwehrhauses, die Strompolizeiinspektion Krems mit dazugehörigem Behördenhafen (z. T. Pionierübungsplatz des Bundesheeres). Die Strompolizei Krems besitzt zwei Polizeiboote (Krems und Archimedes) sowie 4 Einsatzfahrzeuge. In demselben Gebäude wie die Strompolizei ist auch die Wasserstraßendirektion – Mitte (kurz: WSD) sowie die Strom- und Hafenbehörden untergebracht.

### Justiz

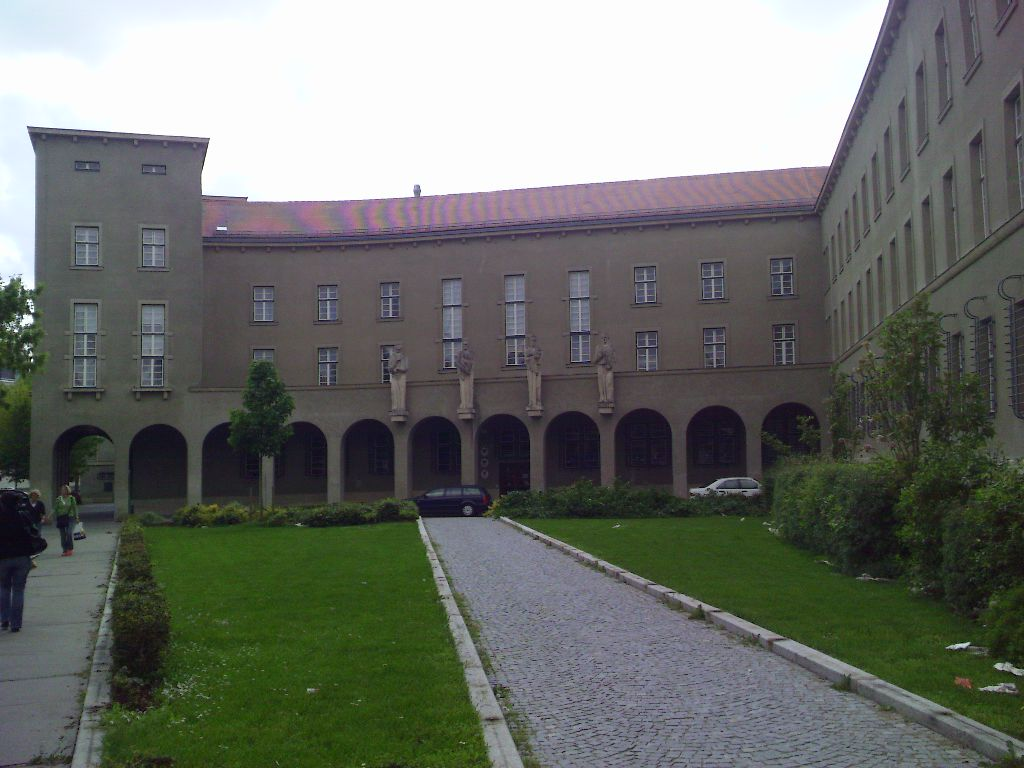
Gerichtsgebäude in Krems

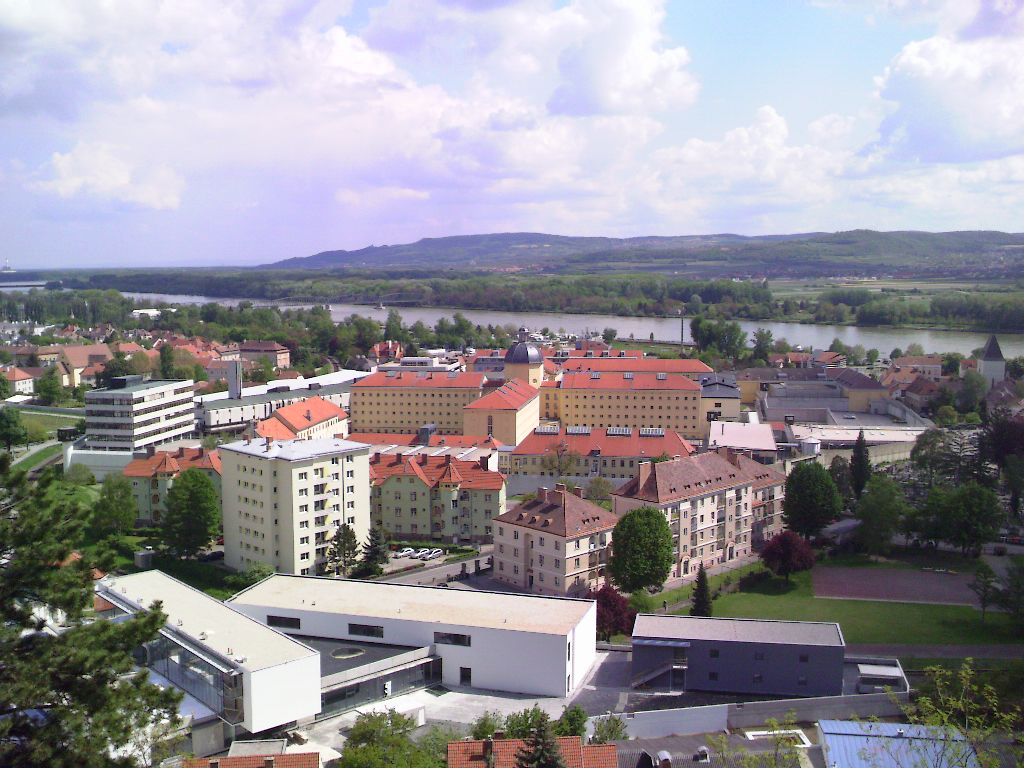
Justizanstalt Stein

In Krems befindet sich ein Landesgericht, das für die Waldviertler Region zuständig ist, sowie ein Bezirksgericht für den Bezirk Krems-Land und die Stadt Krems.
In Krems gibt es zwei Justizanstalten:
- Justizanstalt Stein (größte Strafvollzugsanstalt Österreichs)
- Justizanstalt Krems

### Feuerwehr
Als Folge der Eingemeindungen in den 1960er und 1970er Jahren kam es im Gegensatz zu den meisten anderen Feuerwehren in Niederösterreich auch zu Fusionen bei den Feuerwehren, daher hat Krems lediglich eine einzige Freiwillige Feuerwehr – diese hat aber mit über 500 freiwilligen Mitgliedern auch eine dementsprechende Größe. Die Feuerwehr Krems ist auf Grund ihrer für Freiwillige Feuerwehren untypische Größe auf mehrere Bereiche im gesamten Stadtgebiet verteilt. Die wesentliche Aufteilung: Feuerwehrkommando, drei Bereichskommandanten (Bereich NORD, Bereich MITTE, Bereich SÜD), folgende 11 Züge mit 22 Gruppen:
- I., II., III. und IV. Zug im Hauptstützpunkt Krems (größte Einheit der Feuerwehr, Mitterau Abfahrt S5)
- V. Zug im Feuerwehrhaus Stadtteil Stein (kleinste Einheit)
- VI. Zug im Feuerwehrhaus Stadtteil Rehberg
- VII. Zug im Feuerwehrhaus Stadtteil Gneixendorf
- VIII. Zug im Feuerwehrhaus Stadtteil Egelsee
- IX. Zug im Feuerwehrhaus Stadtteil Krems-Süd (Angern, Thallern, Brunnkirchen und Hollenburg)

Zusätzlich bestehen in Krems mit Stand von 2022 zehn Betriebsfeuerwehren, die ihr eigenes Einsatzgebiet innerhalb der Stadt betreuen und gegebenenfalls auch außerhalb zum Einsatz kommen. Alle Spezialfahrzeuge (30-m-Drehleiter, 70-t-Kran, Wechselladefahrzeuge, Schadstofffahrzeug, Atemluftfahrzeug) sowie der größte Pool an aktiven Einsatzkräften (4 Züge) sind in der Kernstadt konzentriert. Ferner stehen in den Feuerwehrhäusern Gneixendorf, Rehberg, Egelsee, Hollenburg sowie Angern Tanklöschfahrzeuge bzw. Kleinlöschfahrzeuge mit integriertem Wassertank.
Bedingt durch die exponierte Lage an der Donau existiert für die Stadt Krems ein mobiler Hochwasserschutz, eine Stahlträger/Alubalkenkonstruktion die eine Überflutung der tieferliegenden Stadtteile verhindern soll. Dieser ist am Feuerwehrgelände in einem eigenen Hochwasserschutzlager deponiert. Der Aufbau erfolgt nach vorgegebenen Alarmplänen des Magistrates. Die Information der Bevölkerung zu aktuellen Donau-Wasserständen, Kremsfluss-Pegel, Hochwasserwarnungen wie auch laufende Informationen im Krisenfall erfolgt.
Die Feuerwehr Krems wurde 1861 als erste Turnerfeuerwehr in Österreich gegründet und ist die älteste Feuerwehr in Niederösterreich. Im Jahr 1969 war die Feuerwehr Krems Veranstalter der IV. Internationalen Feuerwehrwettkämpfe des Weltfeuerwehrverbandes CTIF. Landesfeuerwehrleistungsbewerbe wurden viermal in den Jahren 1952, 1961, 1986 und 2011 ausgerichtet.

### Bildungseinrichtungen
Kindergärten:
- 11 öffentliche Kindergärten

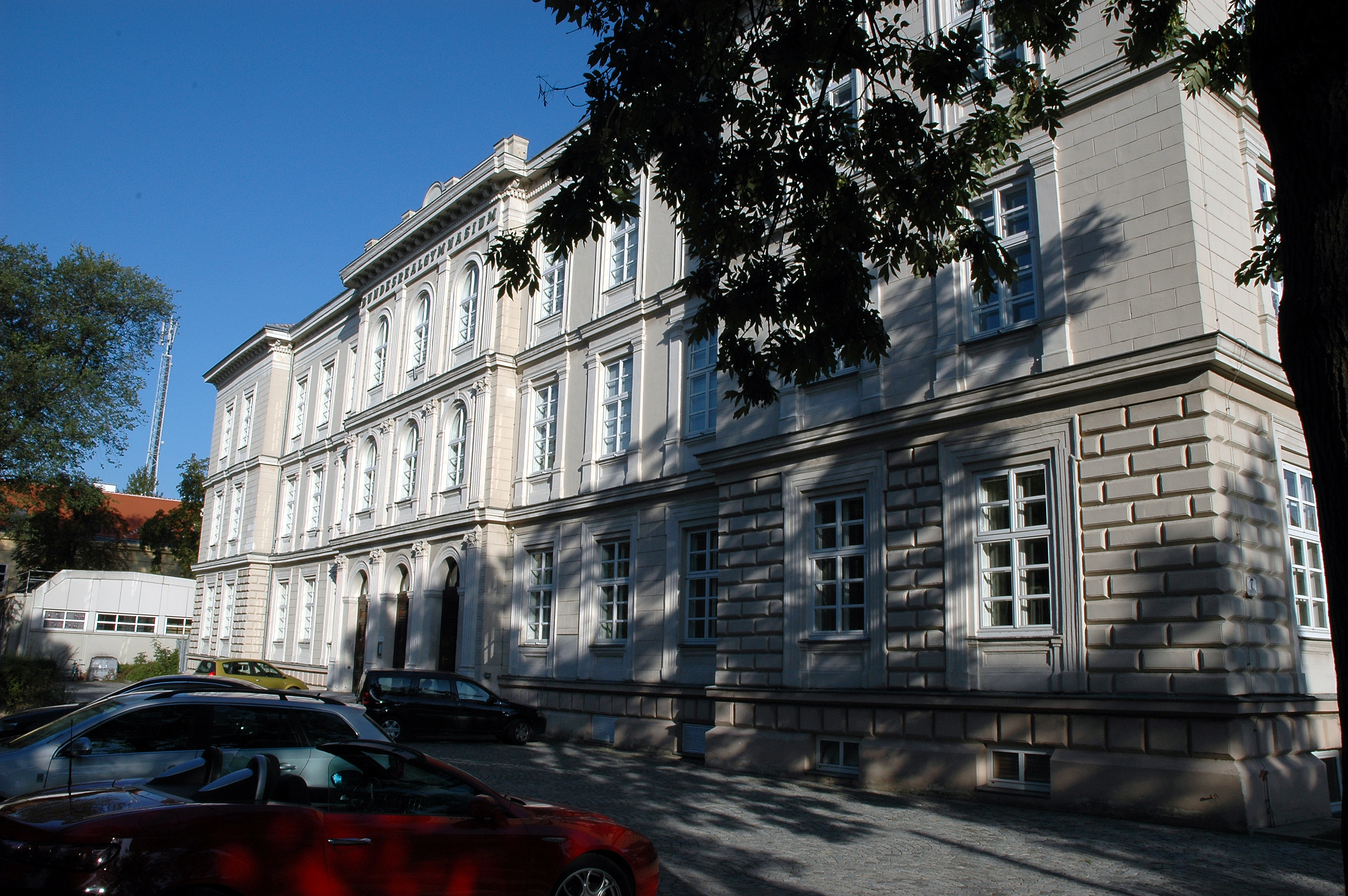
BRG Ringstraße

- 6 allgemein zugängliche Kinderbetreuungseinrichtungen
- 2 betriebliche Kinderbetreuungseinrichtungen

Pflichtschulen:
- 5 öffentliche Volksschulen
- 3 private Volksschulen
- 2 Mittelschulen (davon 1 privat)
- 1 Polytechnische Schule
- Sonderpädagogisches Zentrum, allgemeine Sonderschule

Allgemeinbildende Schulen:
- BRG Kremszeile
- BG/BRG Piaristen
- Bundesrealgymnasium Krems Ringstraße
- Mary Ward Privat-Oberstufenrealgymnasium Krems
- BORG Krems, Heinemannstraße

Berufsbildende Schulen:
- HTL Bautechnik
- HLT für Tourismus (HLF)
- HLM/HLW Krems
- BHAK/BHAS Krems

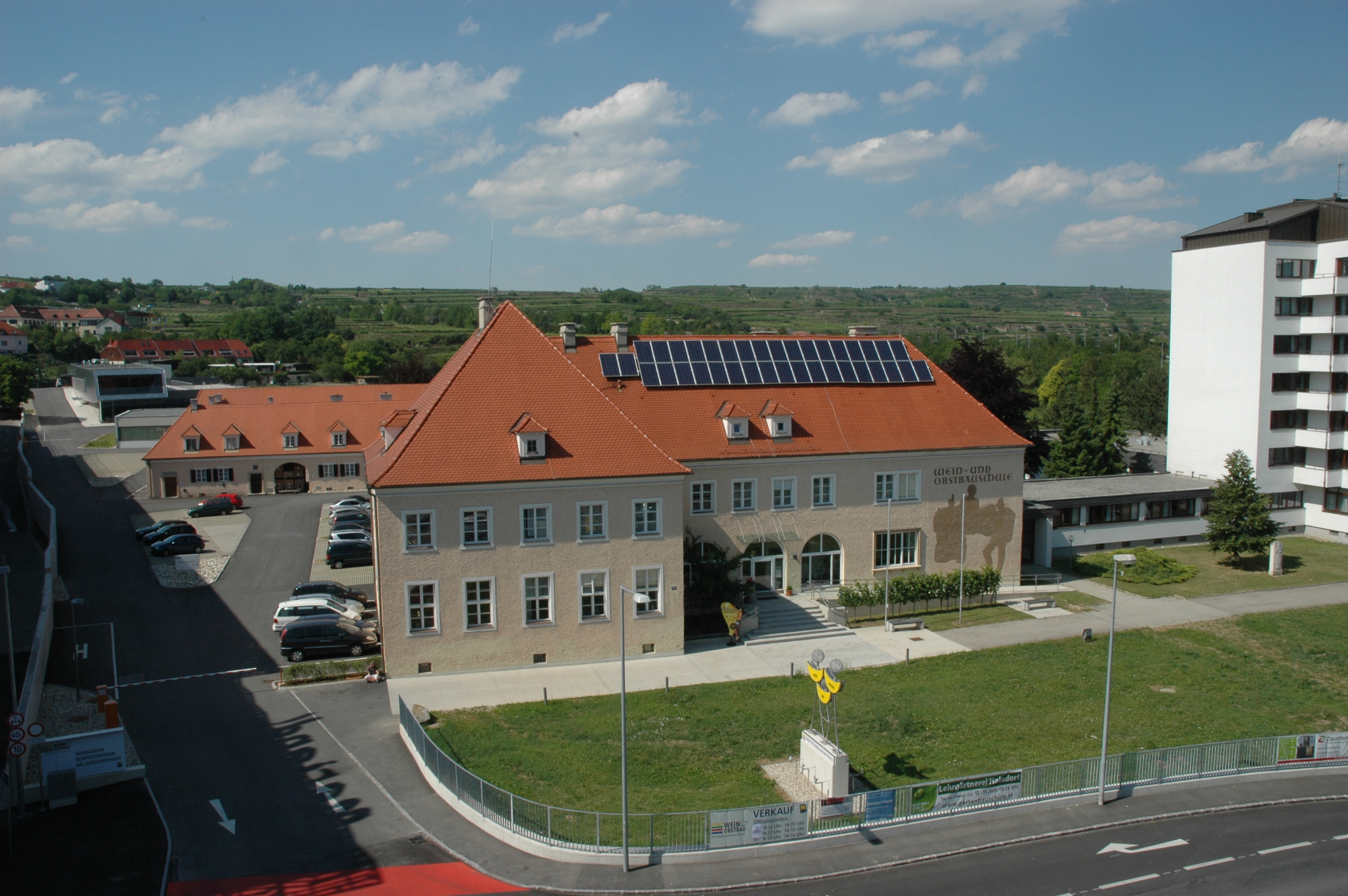
Weinbauschule und Weinmanagement Krems

- Landwirtschaftliche Fachschule Krems

Hochschulen und Universitäten:
- Danube Private University
- Donau-Universität Krems

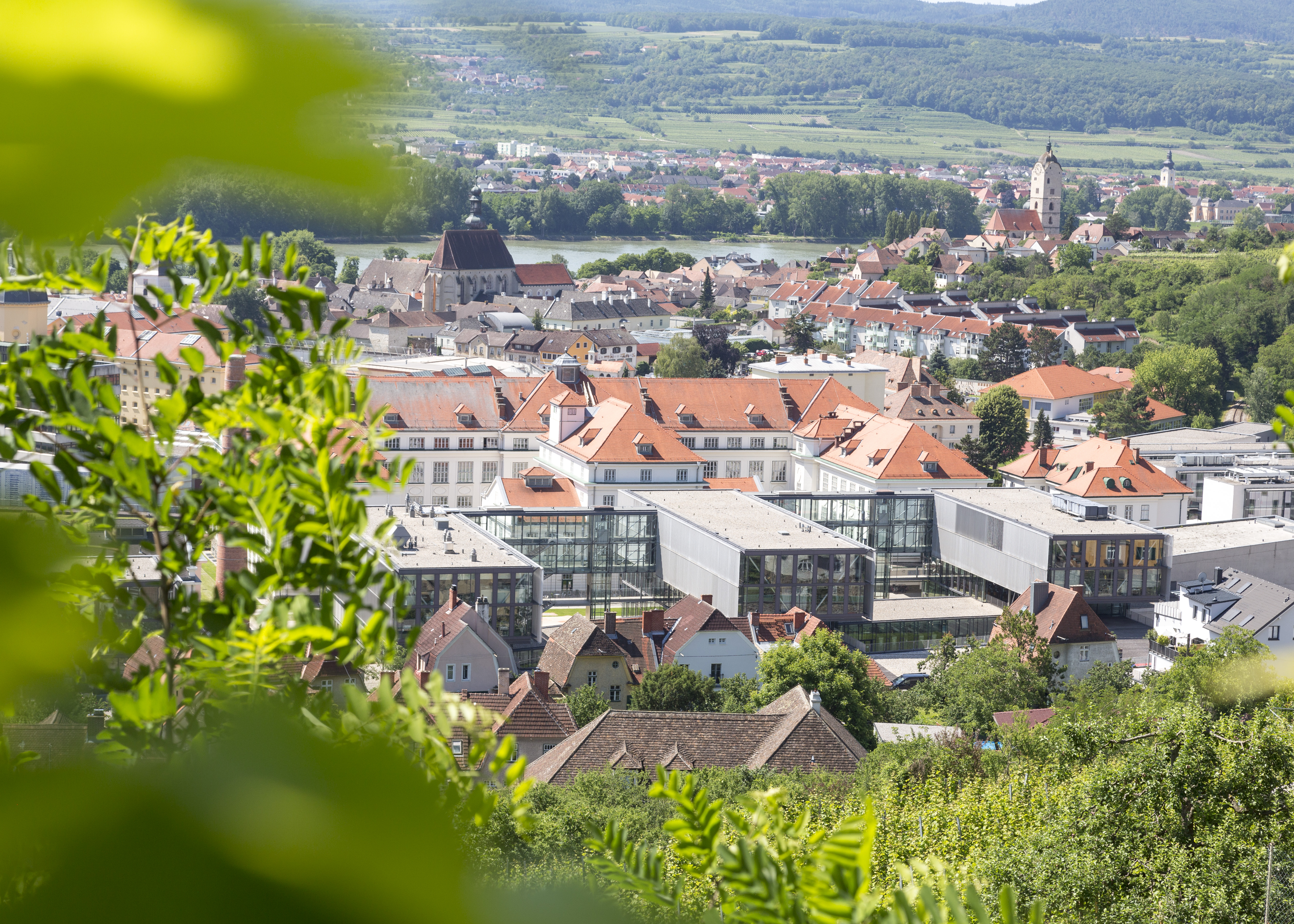
Blick auf Stein und Campus Krems

- Karl Landsteiner Privatuniversität für Gesundheitswissenschaften
- IMC Fachhochschule Krems
- Pädagogische Hochschule

Weitere Bildungseinrichtungen:
- VHS Krems[34]

Forschungseinrichtungen:
- Technologie- und Forschungszentrum Krems/Technopol Krems:

Schwerpunkt auf Gesundheitstechnologien wie Inflammation, Immunogenität, Regenerative Medizin, Onkologie, Biomaterialien, biopharmazeutische Verfahrenstechnik, Bioanalytik und Diagnostik.

### Sportvereine
- 1. FC Union Stein (Fußball)

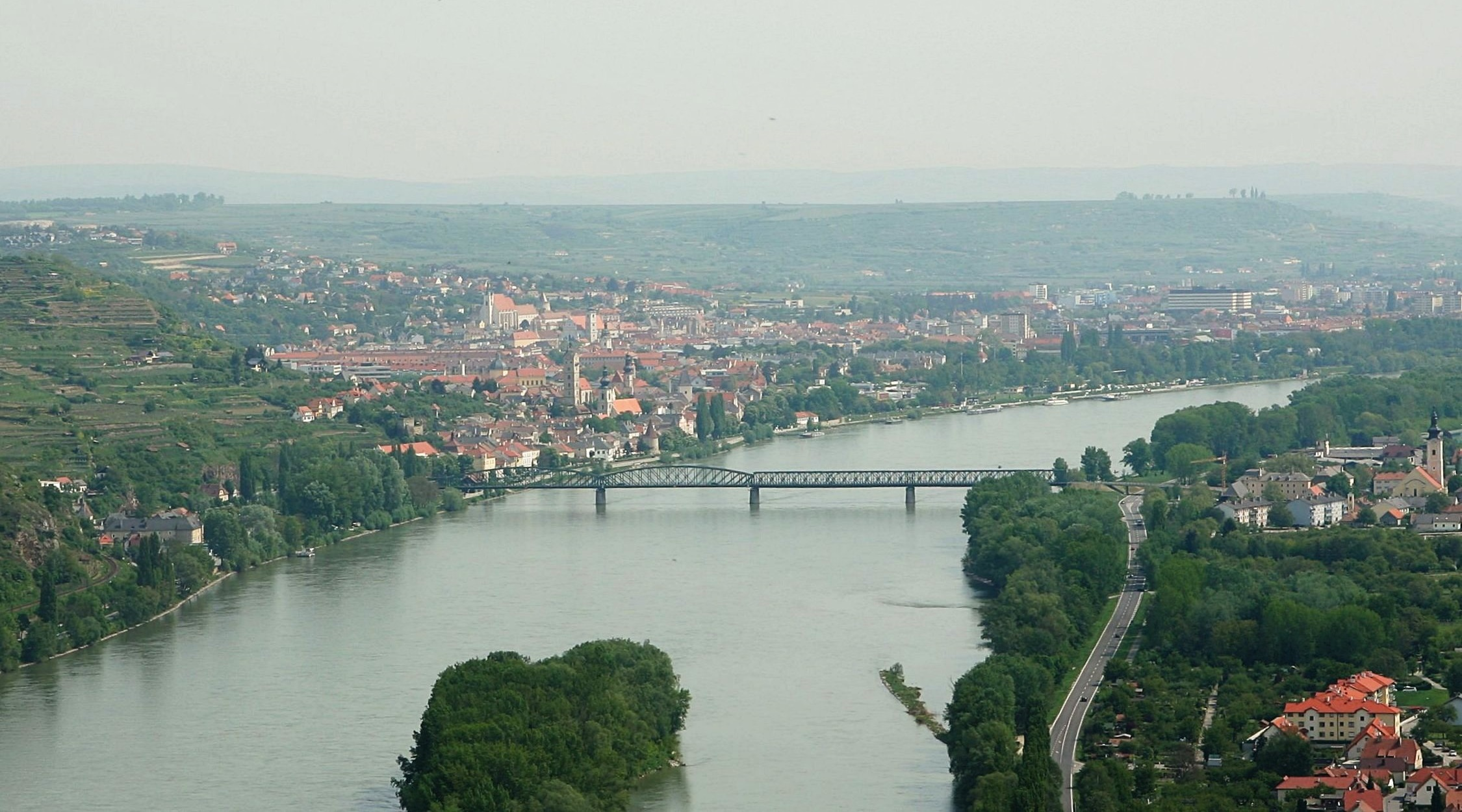
Krems, am linken Ufer der Donau

- 1. TSGK Krems, Union Tanzsportclub Krems (Tanzen)
- ACU Krems, Athletenklub Union Krems (Gewichtheben)
- Aikido Krems (Aikido)
- Alpenverein Sektion Krems (Klettern)
- ESV Krems (Kegeln)
- ESV Vorwärts Krems (Fußball)
- Judozentrum Krems[35]
- KEV Eagles (Eishockey)
- Kremser SC (Fußball)
- KSK Austria Krems (Kegeln)
- Naturfreunde Krems (Wandern, Klettern, Tauchen, Wassersport)
- ÖTB Turnverein Krems 1862 (Turnen)
- Paintball Sport Verein Tribune (OPBL Staatsmeister 2006)
- Rugby Club Krems (Rugby Union)
- RSC Krems (Radsport)
- Sportunion Krems (Turnen)
- Steiner Ruderclub (Rudern)
- SV Donau Hollenburg (Fußball)[36]
- SV Raika Rehberg (Fußball)
- Sportakrobatik Krems
- Tri Team Krems (Triathlon)
- Union Handballklub Krems (Handball)
- ULV Krems (Leichtathletik)
- Union Badminton Krems (Badminton)
- Union Formations- und Tanzsportclub Völker (Tanzen, Formationstanzen)
- WSV voestalpine Krems (Tennis[37], Go, Kegeln, Schach, Stockschießen, Snow, Werkskapelle, Chor- und Volkstanzgruppe Lerchenfeld)

## Kultur und Sehenswürdigkeiten
Siehe auch: Denkmalgeschützte Objekte in Krems an der Donau (Überblick zu den Listen der einzelnen Katastralgemeinden)

Siehe auch: Liste der Burgen, Schlösser, Ansitze und wehrhaften Stätten in Krems an der Donau

### Altstadt von Krems

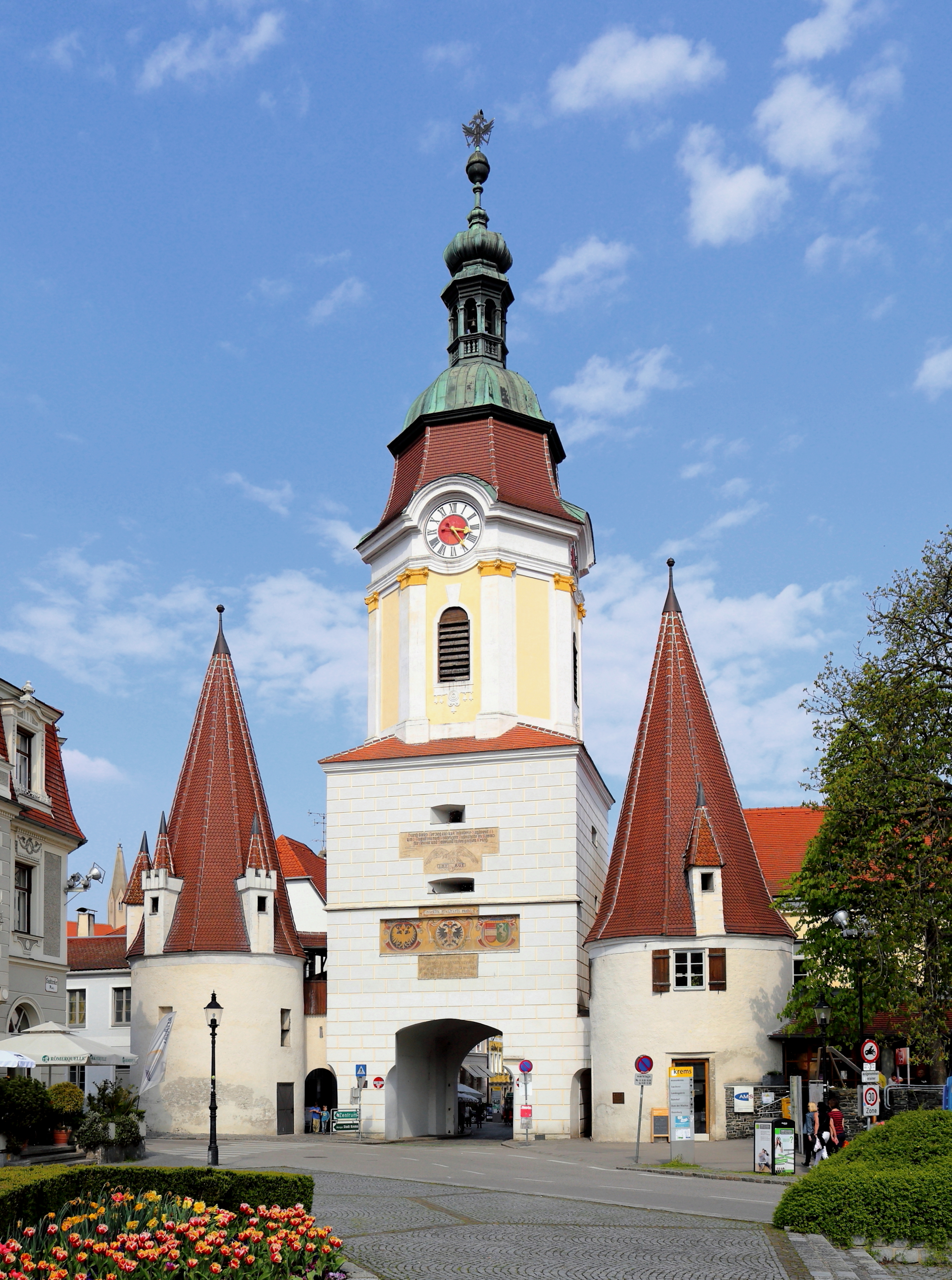
Steiner Tor – Das Wahrzeichen der Altstadt Krems

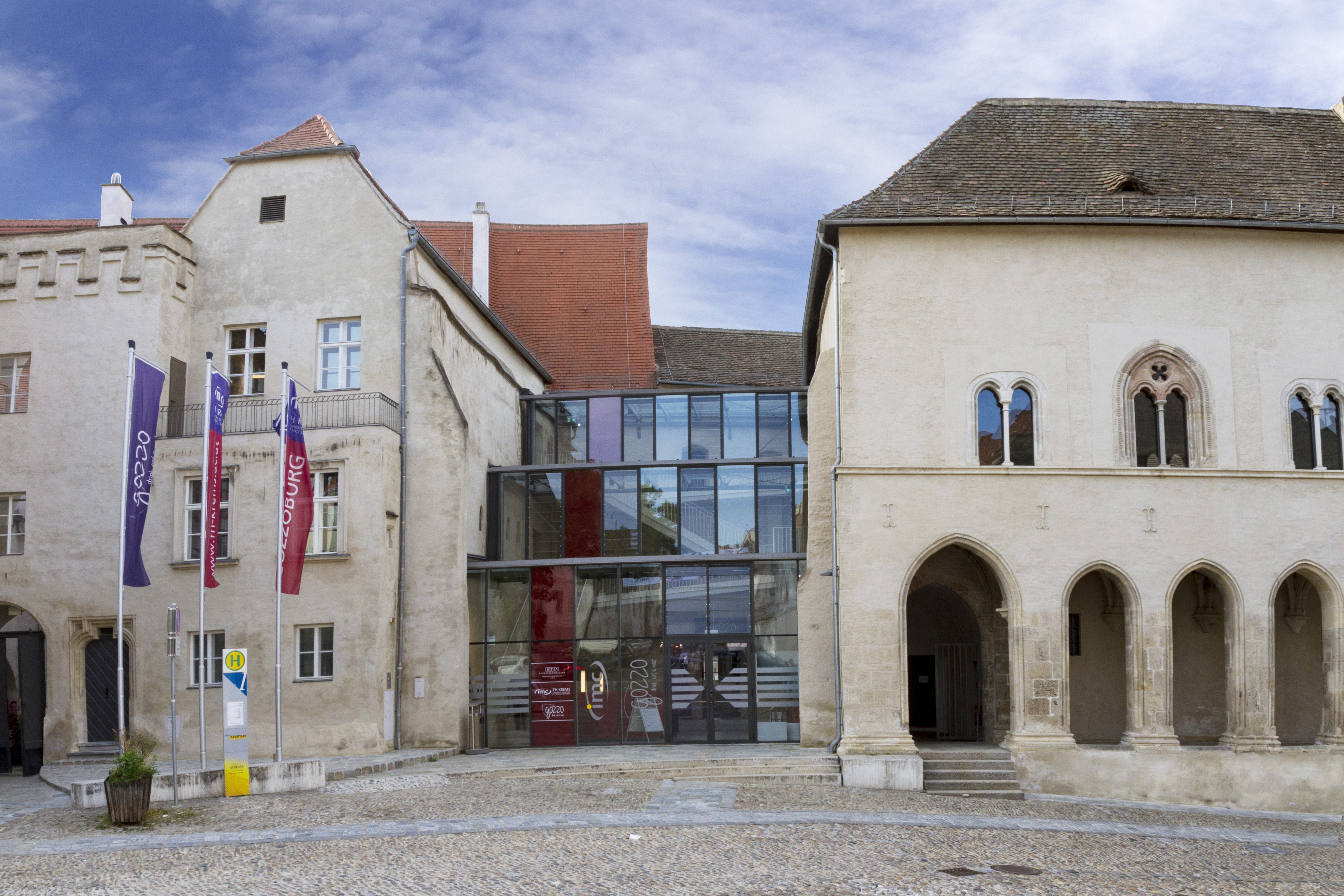
Gozzoburg

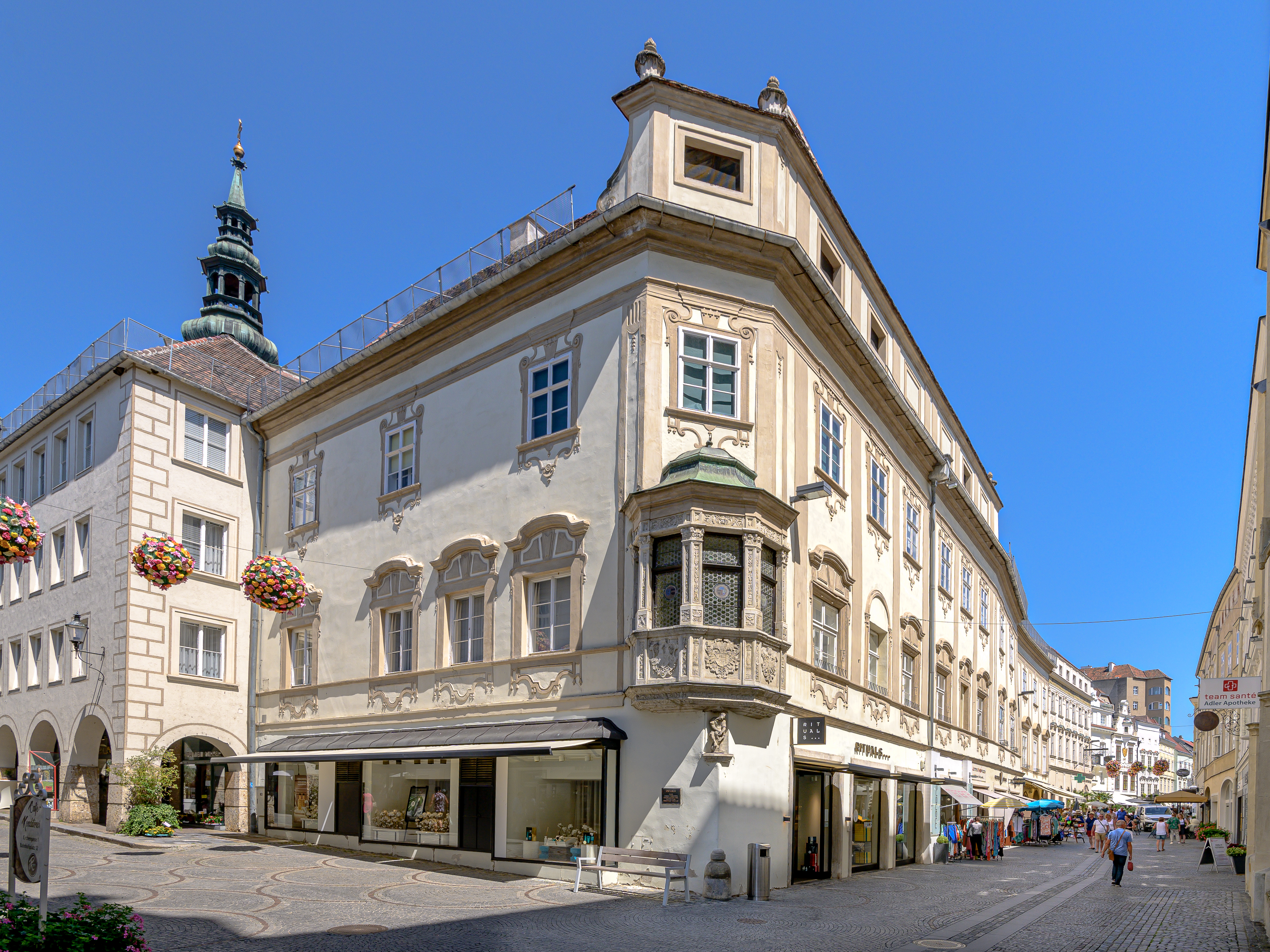
Rathaus in der Landstraße

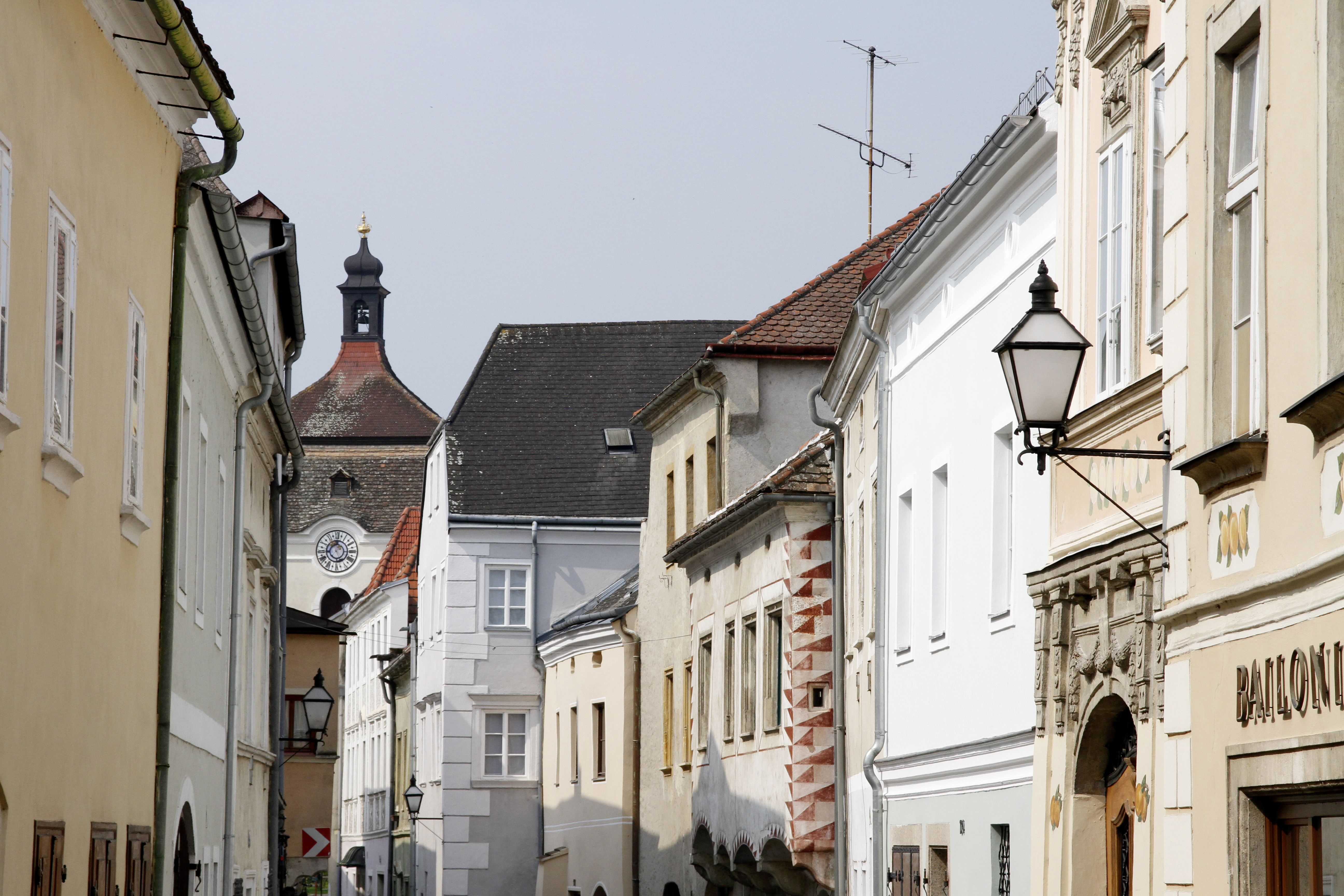
Steiner Landstraße

Die Altstadt von Krems gehört zum UNESCO-Welterbe Kulturlandschaft Wachau, das im Jahr 2000 anerkannt wurde.
Das Wahrzeichen der Stadt Krems ist das Steiner Tor, ein historisches Stadttor, das im Jahr 2005 aufwendig restauriert wurde.
Sowohl im Stadtteil Krems als auch im Stadtteil Stein sind geschlossene Altstadtbestände vorhanden. Da sich in den letzten 50 Jahren der Hauptschwerpunkt des Handels und Gewerbes in den Stadtteil Krems beziehungsweise die Einkaufszentren am östlichen Stadtrand zurückgezogen hat, ist der Stadtteil Stein baulich weitgehend unverändert geblieben. Die kleingewerblichen Nutzungen sowie die kleinen Handelsbetriebe sind jedoch zum großen Teil verschwunden.
In den letzten Jahren wurden zahlreiche Initiativen unternommen, den Stadtteil Stein und das zwischen Krems und Stein gelegene ehemalige Kloster Und zu beleben. Besonders hervorzuheben sind die Kunsthalle Krems (mit wechselnden Ausstellungen, Schwerpunkt zeitgenössische Kunst) sowie das Karikaturmuseum Krems (permanente Ausstellung der Künstler Manfred Deix und des Architekten und Karikaturisten Gustav Peichl (Ironimus) sowie Sonderschauen), ein Literaturhaus sowie örtliche Initiativen.

### Historische Gebäude

#### Krems
- Bürgerspitalkirche: Die Kirche wurde 1470 unter Friedrich III. erbaut und liegt an der Oberen Landstraße im Zentrum von Krems. Der Hochaltar stammt von 1860/82, geschaffen von Johann Bernhard Grabenberger mit den Statuen der Heiligen Nikolaus und Wolfgang von Matthias Schwanthaler.
- Dominikanerkirche und -kloster: 1236 wurde den Dominikanern in Krems ein Bauplatz geschenkt, kurz danach der Bau begonnen. Das Kloster wurde später barock ausgestaltet und 1785 aufgehoben. Heute ist dort das museumkrems untergebracht.
- Göglhaus: Das Haus mit einzigartigen Wandmalereien am Täglichen Markt hat über dem Hauptportal einen gotischen Kapellenerker.
- Gozzoburg: Frühgotisches Profangebäude mit bemerkenswerten Fresken und Kapellen, nach dem Stadtrichter Gozzo benannt. Als Wohnsitz und Kommunalgebäude ist dieses Gebäude für seine Zeit einzigartig nördlich der Alpen. 2006/2007 generalsaniert.
- Großes Sgraffitohaus: In der Margarethenstraße, bildreiche Fassade, zeigt Szenen aus dem Alten Testament, den Äsopschen Fabeln und Alltagsszenen.
- Heilandskirche: Errichtet 1912, ein Frühwerk des Architekten Otto Bartning.
- Jesuitenkollegium- und -gymnasium: 1616 gegründet, 1871 Staatsgymnasium, heute Sitz des Piaristengymnasium Krems und der IMC-Fachhochschule Krems.
- Jüdischer Friedhof: An der Wienerstraße im Osten der Stadt gelegen; der letzte von insgesamt drei jüdischen Friedhöfen. In Krems gab es bis zur Vertreibung 1421 eine sehr bedeutende Judengemeinde. Danach siedelten sich erst wieder im 19. Jahrhundert Juden in Krems an.[38]
- Piaristenkirche: Im 11. Jahrhundert erstmals erwähnt, im 16. Jahrhundert großteils neu errichtet. Gilt als „kleine Schwester des Wiener Stephansdomes“. Die barocke Innenausstattung enthält eine große Anzahl von Werken des bedeutenden Malers des österreichischen Barocks, Martin Johann Schmidt, genannt Kremser Schmidt. Daran angebaut ist der Frauenbergturm: Stadtturm, früher Sitz des Türmers, des Feuerwächters.
- Pulverturm: Der Turm wurde 1477 erbaut, er diente später als Batterieturm, Teil der Stadtbefestigung.
- Rathaus: Markanter Bau in der Oberen Landstraße hin zum Pfarrplatz aus der Mitte des 16. Jahrhunderts. Die barock gegliederte Fassade trägt an der Südwestecke einen markanten Erker aus 1548. 1549 erhielt das Rathaus eine zweischiffige Halle, die von der Nordseite, vom Pfarrplatz aus zu erreichen ist.
- Stadtpfarrkirche: Geht zurück auf eine Schenkung eines Bauplatzes durch Kaiser Heinrich II. von 1014.[39] An den Vorgängerbau des frühen 12. Jahrhunderts, eine romanische Basilika mit niedrigem Turm erinnert der Unterbau des Turmes an der Südseite. Erst 1178 wurde der Heilige Veit (Vitus) als Titelheiliger der Kirche genannt. Im Zuge der Gegenreformation wurde der Neubau der Pfarrkirche eines der Symbole des Sieges der Katholiken. Die heutige Inneneinrichtung stammt aus dem 18. Jahrhundert. Martin Johann Schmidt schuf die fünf Deckenfresken.
- Steiner Tor: Das Tor ist als einziges von vier Stadttoren erhalten geblieben. Das Wahrzeichen der Stadt Krems trägt viele Inschriften und Bilder, wie A.E.I.O.U. (Symbol Kaiser Friedrichs III.), den Doppeladler mit den Buchstaben M(aria) T(heresia), den rot-weiß-roten Bindenschild mit dem Steirischen Panther, die von 1453 bis 1463 das Wappen der Stadt bildeten, und den Doppeladler gekrönt mit der Kaiserkrone in den Farben schwarz-gold.

#### Stein

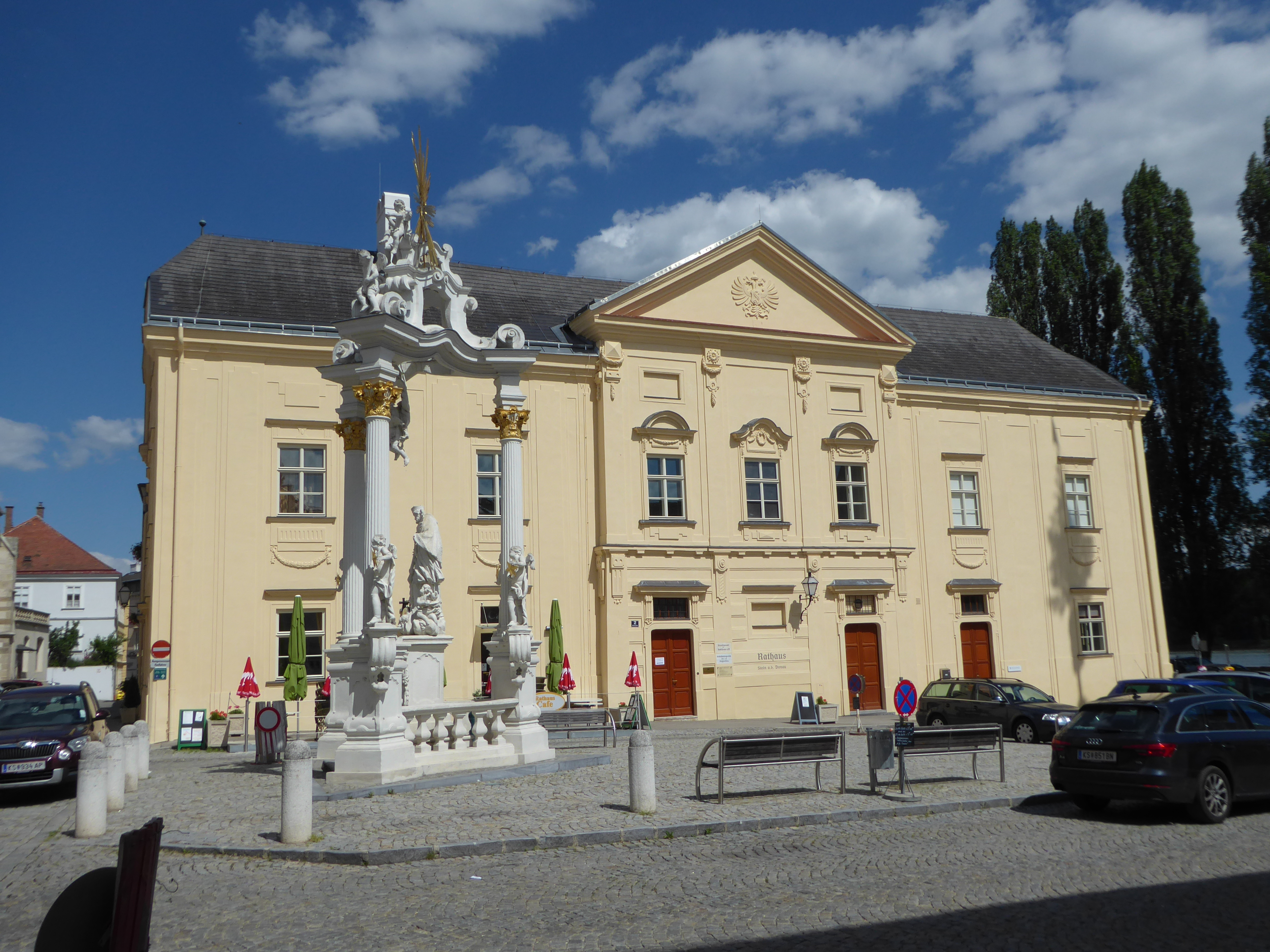
Das Rathaus von Stein an der Donau

- Ehemalige Frauenbergkirche: gotischer Bau des 14. Jahrhunderts, nach Restaurierung 1963–1965 als Denkmal den Gefallenen der beiden Weltkriege gewidmet.
- Göttweigerhofkapelle: Kapelle des ehemaligen Wirtschaftshofs des Benediktinerstiftes Göttweig mit Kapelle und gotischen Fresken, datiert um 1300.
- Großer Passauerhof: Erstmals 1263 genannt, Zehenthof des Bischofs von Passau, Bau in heutiger Erscheinung zwischen 1550 und 1600 aus drei Einzelhäusern zusammengefasst.
- Haus der Regionen, das ehemalige Gasthaus Zum Goldenen Elephanten, Steiner Donaulände, 1721 erstmals schriftlich belegt.
- Kremser Tor: Östlicher Abschluss der mittelalterlichen Stadtbefestigung zur Stadt Krems hin. Erbaut um 1470.
- Linzer Tor: 1477 erbaut (Tafel mit gotischen Ziffern an der Außenseite eingemauert), im 18. Jahrhundert verändert.
- Mauthaus: Beeindruckende Freskendekorierung aus der Renaissance, dürfte das Wohnhaus des Brückenmautners gewesen sein, nicht aber das Mauthaus selbst. Dieses befand sich außerhalb des Linzertores im Westen der Stadt.
- Mazettihaus: Schürerplatz; benannt nach seinem Erbauer; war Wohnhaus Ludwig Ritter von Köchels (geb. 1800 in Stein), des Verfassers des Mozartverzeichnisses.
- Ehemalige Minoritenkirche: 1264 geweiht, heute Veranstaltungsraum Klangraum Krems und Museen Frohner Forum, Ernst Krenek Forum, Kunstraum Stein im anliegenden Klostergebäude.
- Pfarrkirche Stein an der Donau hl. Nikolaus: Spätgotisch, datiert Ende 14./Ende 15. Jahrhundert, enthält mehrere Werke des Kremsers Schmidt.
- Salzstadl: Salzlagergebäude aus dem 16. Jahrhundert, Stein war auf Grund eines kaiserlichen Privilegs der Umschlagplatz des donauabwärts verschifften bayerischen und Salzburger Salzes für die Länder des nördlichen Mitteleuropas wie etwa Böhmen, Mähren, Schlesien usw.
- Steiner Rathaus: ab 1701 als Rathaus der Stadt Stein genutzt, Fassade aus 1779 von Johann Michael Ehmann.
- Kloster Und: Profaniertes Kloster im Westen von Krems. Sehenswerte Fresken von Daniel Gran. Das Kloster war später unter anderem ein Truppenspital und ist heute ein Veranstaltungsraum und Restaurant.
- Kunsthalle Krems: ist im ehemaligen Tabakfabrikgebäude neben der Justizanstalt am Franz-Zeller-Platz untergebracht. Die Adaptierung zum Ausstellungshaus erfolgte 1994/95 nach Plänen von Adolf Krischanitz. Hauptgebäude der Kunstmeile Krems.
- Donauuniversität: Seit Oktober 2005 sind am Campus Krems Universität, IMC Fachhochschule Krems, Krenek-Stiftung und Österreichische Filmgalerie vereint. Teils in einer ehemaligen Tabakfabrik, großteils in den Neubauten am Campus von Dietmar Feichtinger untergebracht.

#### Andere Stadtteile

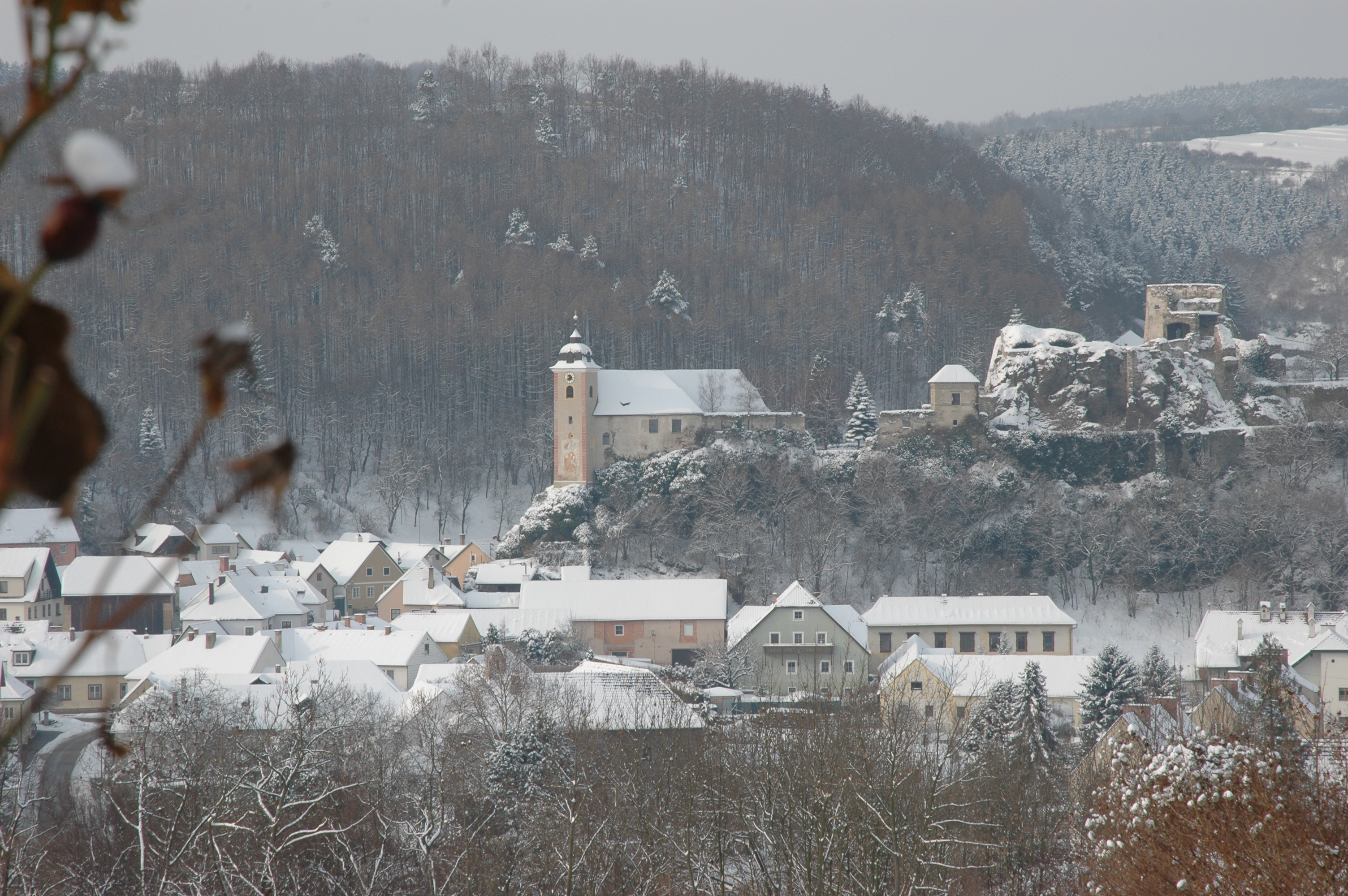
Kirche und Ruine Rehberg im Winter

- Schloss Wolfsberg: Schloss im Stadtteil Angern.
- Ruine Bertholdstein im Stadtteil Hollenburg, neben der S33.
- Ruine Altrehberg im Kremstal, auf einem Hügel mitten in Rehberg.
- Wasserhof: Schloss im Stadtteil Gneixendorf nördlich von Krems.
- Beethovenhaus Gneixendorf, ehemaliger Trautingerhof: Gneixendorf, Schlossstraße 19; hier hielt sich Ludwig van Beethoven kurz vor seinem Tod auf.
- Donauwarte am Braunsdorfer Berg
- Katholische Pfarrkirche Egelsee Hll. Johannes und Paulus
- Katholische Pfarrkirche Brunnkirchen hl. Urban

### Denkmäler
- Jahn-Denkmal
- MKV-Südtiroldenkmal

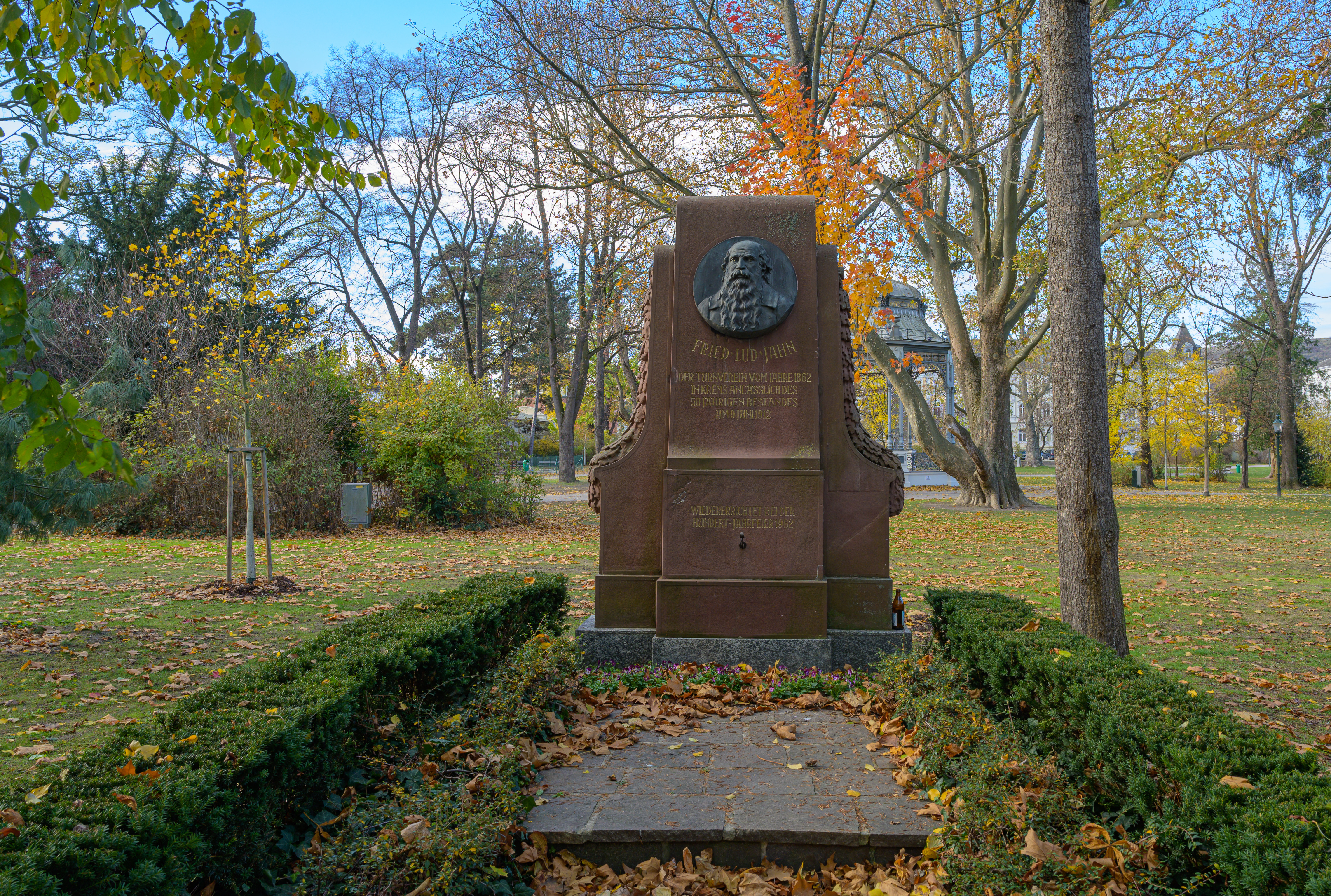
Jahndenkmal im Stadtpark

- Kolomann-Wallisch-Gedenkstein (Kolomann-Wallisch-Straße)[40] (Listeneintrag)
- Simandl-Brunnen (Denkmal für die Sagenfigur Simon Handl und die Simandl-Bruderschaft)

### Moderne Architektur
- St.-Paul-Kirche: Grundsteinlegung 1977, freistehender Glockenturm.
- Kremser Bahnhofplatz: Er wurde von 1995 bis 1997 von Boris Podrecca, Fritz Göbl und Michelangelo Pistoletto umgestaltet. Dabei wurden die Verkehrsbänder in die Mitte des Platzes verlegt, um an beiden Seiten größere Fußgängerbereiche zu schaffen.
- Frohner Forum: 2007 im Garten des ehemaligen Minoritenklosters Krems-Stein von Fritz Göbl.

### Festivals
- Glatt & Verkehrt
- Donaufestival

### Musik
- Werkskapelle voestalpine Krems (1929 in Fohnsdorf (Stmk.) gegründet, seit 1939 in Krems)
- Stadtkapelle Krems (seit 1952)
- Die (GCL) Disco Millennium Krems – „Österreichs modernste Diskothek“ war (1999–2007) ansässig.
- United Karaoke Austria vormals Karaoke4You Krems (seit 2013)
- The Doors Experience (2001 in Krems gegründet, international erfolgreiche Doors Tribute Band)

### Museen
Kunstmeile Krems:
- Landesgalerie Niederösterreich
- Karikaturmuseum
- Kunsthalle Krems
- Artothek
- Forum Frohner
- Museumkrems
- Dominikanerkirche
- Klangraum Krems/Minoritenkirche

Kunstmeile – Kulturpartner:
- Motorrad-Museum
- Ernst Krenek Forum
- Galerie Stadtpark
- Atelier Daniel Domaika
- Galerie Göttlicher
- Galerie Kopriva Krems
- Kino im Kesselhaus
- Haus der Regionen

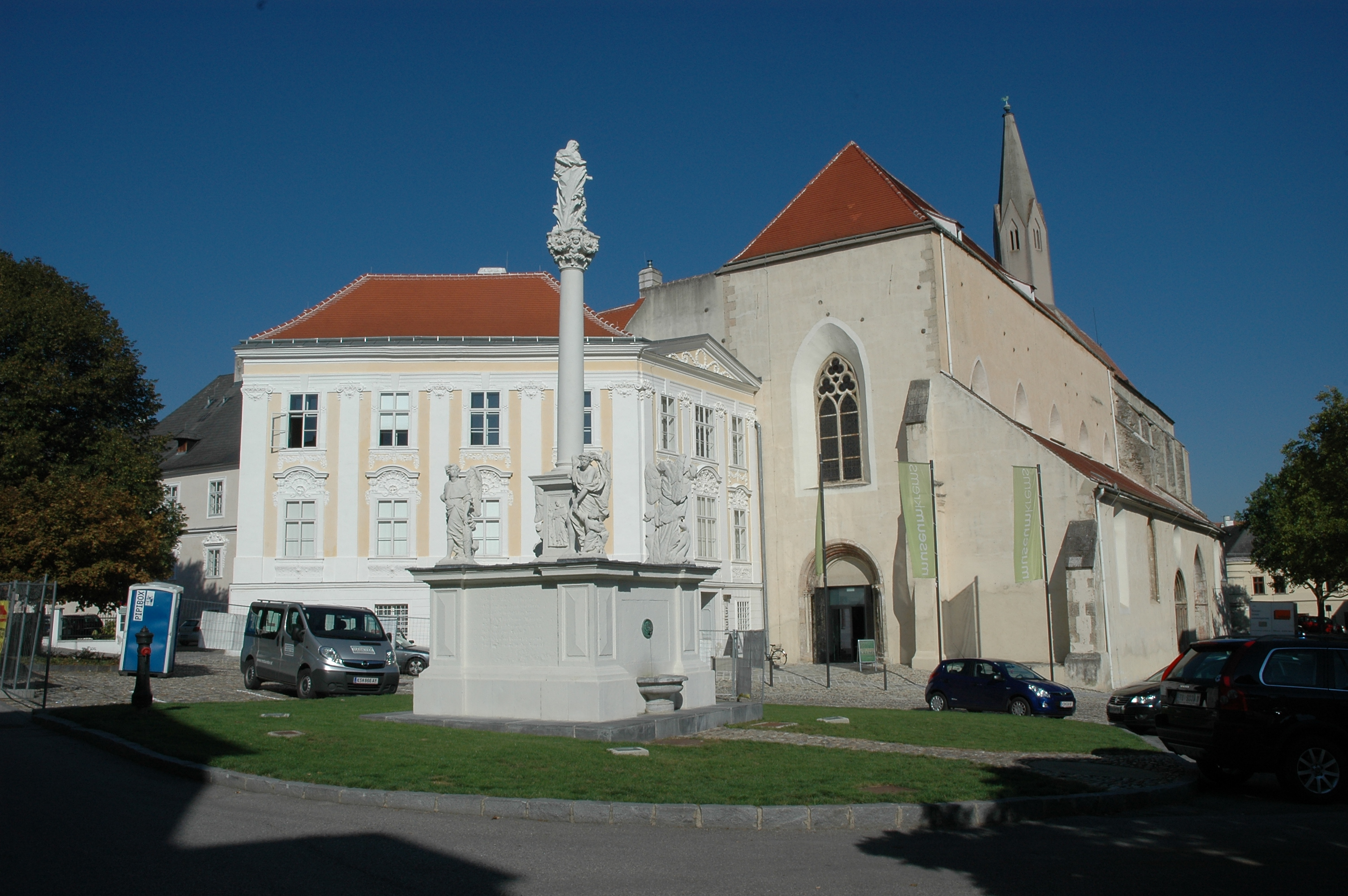
Museum Krems in der Dominikanerkirche

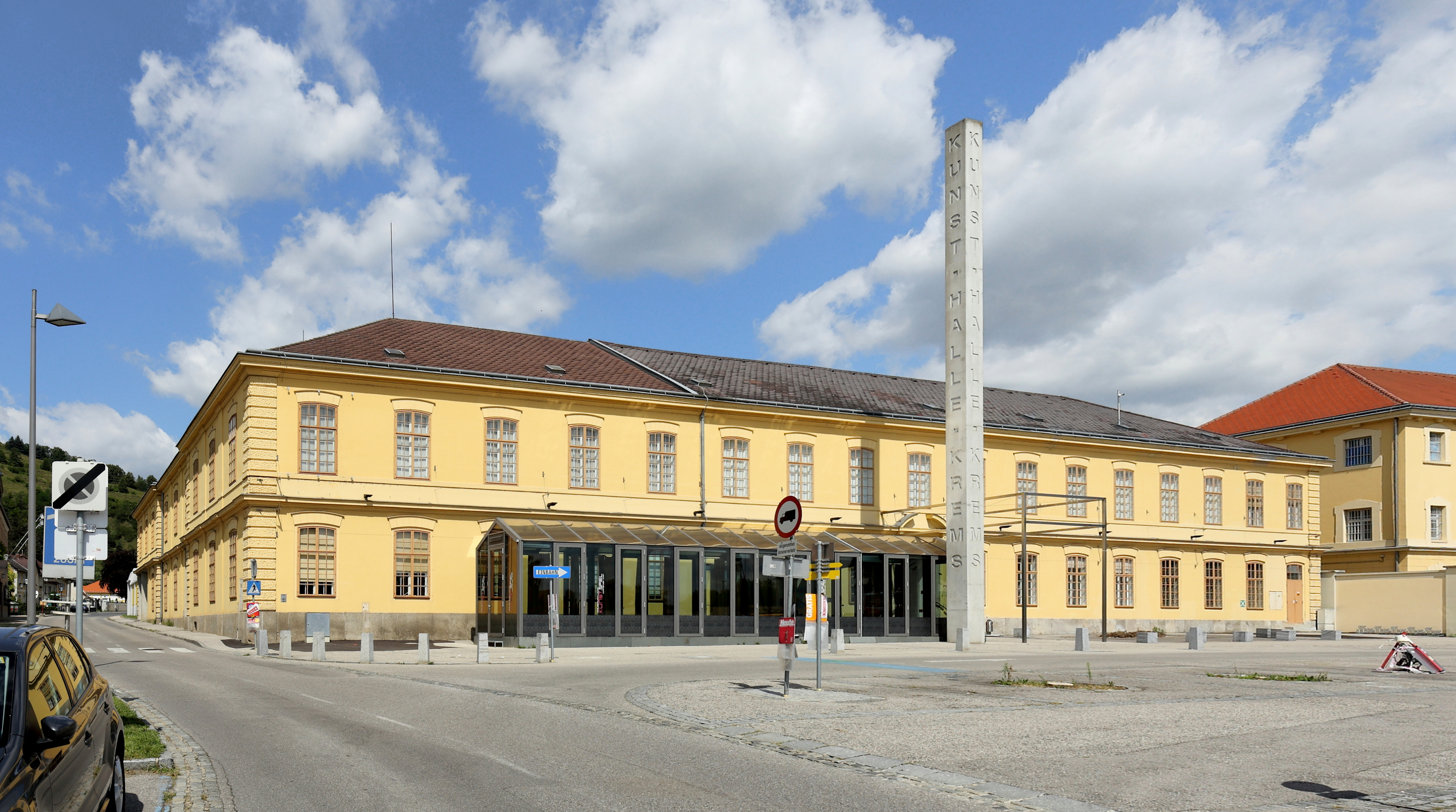
Kunsthalle

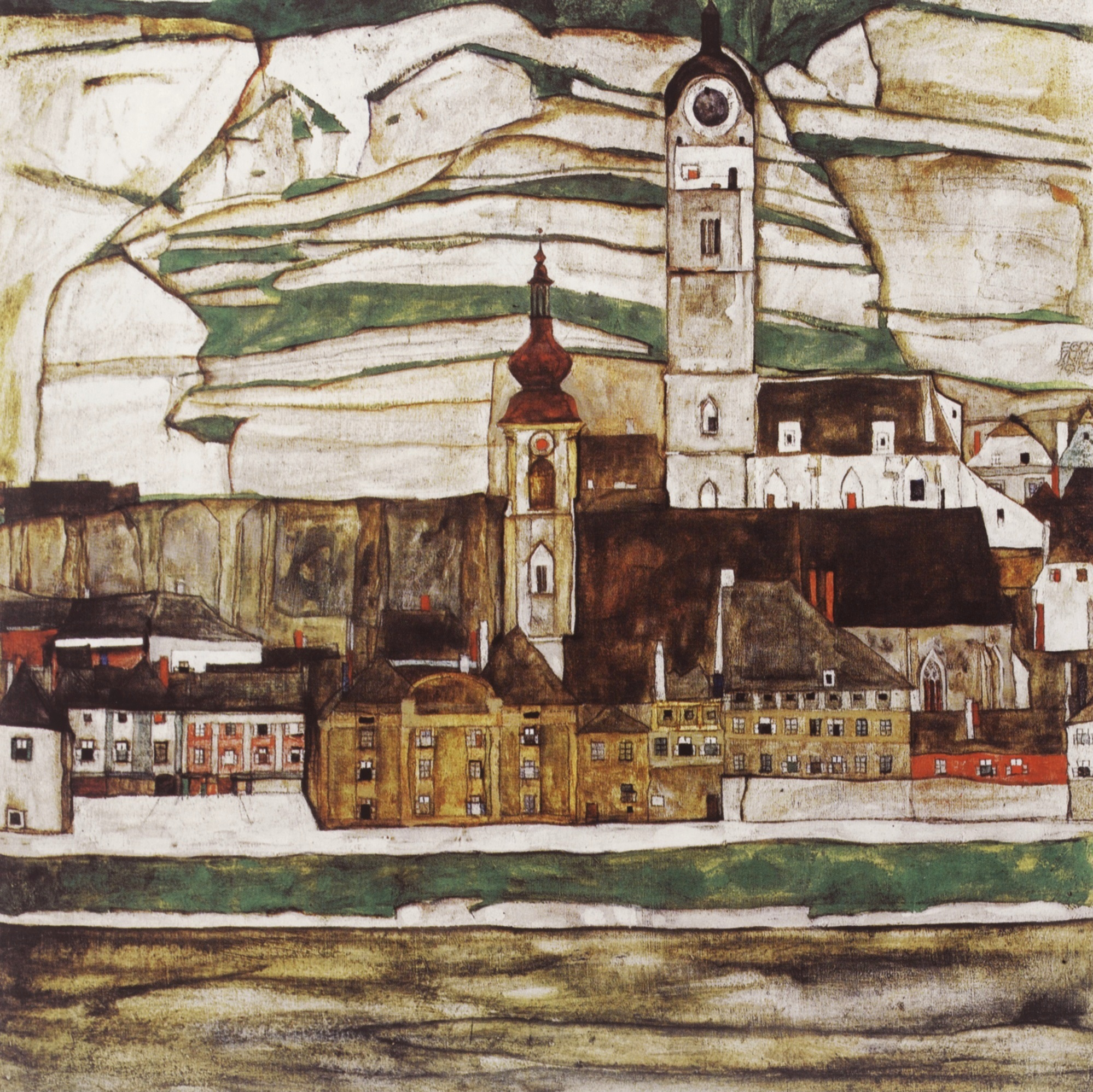
Egon Schiele: Stein an der Donau, 1913

- Ludwig Ritter von Köchel Gesellschaft
- funkundküste
- Susanne Wenger Foundation
- Unabhängiges Literaturhaus NÖ
- Orte Architekturnetzwerk NÖ
- Galerie Daliko
- Galeriekrems
- Galerie Kultur Mitte
- Gozzoburg
- Jugend Kulturraum Krems
- Kloster Und
- KremsMachtGeschichte – Themenweg
- Kulturverwaltung – kremskultur
- Salzstadl
- Sandgrube 13 „wein.sinn“
- Welterbezentrum
- Kultur- und Sozialzentrum Lerchenfeld (Volksheim Lerchenfeld)

Innerhalb der Kunstmeile ist AIR – ARTIST IN RESIDENCE Niederösterreich und auch die Österreichische Filmgalerie angesiedelt, die sehr eng mit dem Österreichischen Filmmuseum und dem Filmarchiv Austria in Laxenburg zusammenarbeitet.

### Regelmäßige Veranstaltungen
- Alles Marille in der Altstadt
- Kremser Adventzauber in der Altstadt
- Donaufestival
- Glatt & Verkehrt, Musikfestival
- Krems Triathlon
- Open Air Kino im Kesselhaus
- Wachau-Marathon
- Wachauer Volksfest (alle zwei Jahre im Stadtpark)

### Weinbau
Der Weinbau hat in Krems und Umgebung eine große wirtschaftliche Bedeutung. Krems wird als die Weißweinhauptstadt von Österreich bezeichnet. Im Magistratsbereich der Stadt Krems wurden 2024 942 ha Weingärten bewirtschaftet (Österreich 48.721 ha, 2019).
Wichtige Rebsorten von Krems:
Weißweinsorten (87 %):
Grüner Veltliner, Riesling, Müller-Thurgau, Neuburger, Weißburgunder, Chardonnay, Muskateller, Frühroter Veltliner, Roter Veltliner, Sauvignon Blanc
Rotweinsorten (13 %):
Zweigelt (Blaufränkisch x St. Laurent), St. Laurent, Blauer Burgunder, Blauer Portugieser, Merlot, Cabernet Sauvignon
Die Auswirkungen des Klimawandels auf den Weinbau sind im Raum Krems deutlich erkennbar. Das belegen langfristige Aufzeichnungen an der Weinbauschule Krems.

## Persönlichkeiten
- Matthias Abele von und zu Lilienberg (1616–1677), Stadtschreiber und Literat des 17. Jhd.
- Graf Michael Adolph von Althan (1574–1638), Diplomat und Soldat, Gründer des Kremser Jesuitenkollegiums, Unterstützer der Gegenreformation in Mähren und Niederösterreich
- Sepp Autrith (1896–1934), österreichischer Politiker (NSDAP), wohnhaft in Krems
- Margarete von Babenberg (1204 oder 1205–1266), Königin von Böhmen und Herzogin von Österreich Gattin von Heinrich (VII.) und Přemysl Ottokar II., lebte ab 1261 in Krems und auf der Burg Krumau
- Gustav Bamberger (1861–1936), Architekt und Maler
- Josef Bayer (1882–1931), Direktor des Naturhistorischen Museums in Wien, einer der Entdecker der Venus von Willendorf
- Otto Bernau (1926–2022), Landesparteisekretär, Politiker und Abgeordneter zum Landtag von Niederösterreich
- Cypriano Biasino (1580–1636), Baumeister (u. a. Kremser Pfarrkirche, erstes Kapuzinerkloster 1612)
- Gerhard Böhm (1935–2020), Landesbeamter und Politiker, Abgeordneter zum Landtag von Niederösterreich
- Anton Boller (1811–1869), Sprachwissenschaftler und Hochschullehrer
- Dagmar Braun Celeste (* 1941), US-amerikanische Theologin
- Ferdinand Chaloupek (1900–1988), Lehrer und Politiker
- Hans Czermak (1913–1989), Kinderarzt und Universitätsprofessor
- Ferdinand Dinstl sen. (1788–1873), Rechtsanwalt und Bürgermeister, Abgeordneter zur Frankfurter Nationalversammlung, Eigentümer des Dienstlgutes in Loiben, der späteren Winzergenossenschaft Loiben
- Ferdinand Dinstl jun. (1821–1885), Advokat und Abgeordneter zum Österreichischen Abgeordnetenhaus
- Walter Dobner (* 1952), Jurist, Publizist und Musikkritiker
- Friedrich Dragon (1929–2023), von 1959 bis 2001 Chefredakteur der Kronen Zeitung.[42]
- Franz Drinkwelder (1796–1880), Mediziner und Abgeordneter in der Frankfurter Nationalversammlung
- Fritz Dworschak (1890–1974), Numismatiker, Historiker, Direktor des Kunsthistorischen Museums in Wien
- Josef Maria Eder (1855–1944), Photochemiker und Pionier der Fotografie
- Johann Michael Ehmann (1723–1768), Baumeister (u. a. Servitenkloster in Maria Langegg)
- Helmut Engelbrecht (1924–2014), Pädagoge und Bildungshistoriker
- Karl Eybl (1870–1937), Fabrikant, Gründer der Teppichfabrik Eybl (heute: Eybl International AG)
- Josef Faber (1849–1921), Verleger, Gründer der Landzeitung
- Herbert Franz (1912–2001), Jurist
- Florian Freistetter (* 1977), Astronom und Wissenschaftsautor
- Ludwig Freyberger (1865–1934), Arzt und Pathologe
- Julius Fučík (1872–1916), Komponist und Kapellmeister; 1891–94 Militärmusiker in Krems (1. Engagement)
- Franz Anton de Paula Gaheis (1763–1809), Heimatforscher, Pädagoge, Schriftsteller
- Wilhelm Gause (1853–1916), Maler
- Gozzo von Krems (Mitte bis Ende 13. Jahrhundert), Stadtrichter und Comes camerae König Ottokars von Böhmen. Die Kremser Gozzoburg ist nach ihm benannt
- Maria Grengg (1888–1963), Autorin, Malerin und Illustratorin
- Kenan Hasecic (* 1996), Handballspieler
- Robert Hauer-Riedl (1942–2005), Schauspieler
- Marianne Heiß (* 1972), Managerin und Autorin
- Fritz Hinterndorfer (1898–1962), Politiker
- Leopoldine Hofmann (1842–1891), Sängerin und Erzherzogsgattin
- Robert Holl (* 1947), Opernsänger, wohnt in Krems
- Gregor Hradetzky (1909–1984), Orgelbauer und 1936 Olympiasieger im Kajak-Einer
- Christian Hrubesch (* 1951), Politiker
- Kurt Hruby (1921–1992), Theologe und Autor
- Josef Huber (1870–1935), Lehrer, Volksbildner, Wanderer
- Edin Husković (* 2006), kroatischer Fußballspieler
- Sepp Jahn (1907–2003), Maler, Graphiker und Filmproduzent
- Martin Jawurek (* 1966), Brigadier des österreichischen Bundesheeres
- Josef Keckeis (1862–1949), Arzt, Politiker und Wohltäter
- Anton Kerschbaumer (1823–1909), Historiker, Propst und Stadtpfarrer
- Johann Keusch (1809–1877), Fabrikant und Erfinder der Rebschere
- Franz Xaver Kießling (1859–1940), Heimatforscher
- Bernhard Kletter (1957–2021), Meteorologe und Fernsehmoderator
- Ludwig von Köchel (1800–1877), Schöpfer des Werkverzeichnisses von Wolfgang Amadeus Mozart
- Andreas Koffler (1603–1651), Jesuit und China-Missionar
- Eduard Kranner (1893–1977), Rechtsanwalt, Lokalhistoriker und Schriftsteller
- Georg Kriz (1921–2019), Politiker (SPÖ) und Abgeordneter im Nationalrat
- Harry Kühnel (1927–1995), Historiker
- Eberhard Kummer (1940–2019), Konzertsänger, Jurist und Experte für Musik des Mittelalters
- Wolfgang Kummer (1935–2007), Physiker
- Maria Anna Laager (1788–1866), Mutter des Komponisten und Pianisten Franz Liszt
- Karl Lamberg (1840–1931), Großgrundbesitzer und Abgeordneter zum Österreichischen Abgeordnetenhaus
- Karl Borromäus Landsteiner (1835–1909), Priester, Lehrer und Dichter
- Franz Lorenz (1803–1883), Arzt und Schriftsteller
- Ulrike Lunacek (* 1957), Journalistin und Politikerin
- Edith Mannlicher (1908–2008), Bibliothekarin
- Sigi Maron (1944–2016), Liedermacher
- Jakob Oswald von Mayreck (1669–1745), Kaufmann und Bürgermeister, in dem von ihm errichteten Haus lebte Köchel
- Josef Meller (1874–1963), Universitätsprofessor für Augenmedizin
- Eduard Melly (1814–1854), Historiker und Politiker
- Michael Memelauer (1874–1961), Bischof, Pfarrer in Krems
- Michael Memmer (* 1961), Rechtswissenschaftler und Professor an der Universität Wien
- Wilhelm Miklas (1872–1956), Politiker (CS) und dritter Bundespräsident der 1. Republik
- Vinzenz Eduard Milde (1777–1853), Dechant von Krems und Erzbischof von Wien, Pfarrer von Krems und Leiter der philosophischen Lehranstalt
- Joseph Misson (1803–1875), Priester und Mundartdichter
- Leopoldine von Morawetz-Dierkes (1857–1933), österreichisch-tschechoslowakische Schriftstellerin und Reisende
- Karl Mörwald (1918–2004), Politiker
- Ludwig Muther (1866–1924), Lehrer und Komponist
- Peter B. Neubauer (1913–2008), Psychoanalytiker
- Johann Nordmann (1820–1887), Journalist und Dichter
- Martha Oberndorfer (* 1962), Managerin
- Oskar Oberwalder (1883–1936), Denkmalpfleger, Kunsthistoriker, Hofrat und Oberstaatskonservator
- Selina Ott (* 1998), klassische Trompeterin
- Leonore Pany (1877–1965), Schriftstellerin und Komponistin
- Franz Pfannl (1866–1961), Fabrikant und Erfinder der 2 mm Kolibri, der kleinsten Patrone
- Hans Plöckinger (1882–1955), Historiker, insbesondere Geschichte der Wachau
- Karl von Portele (1856–1922), Oenologe, Direktor der Weinbauschule San Michele, Retter des österreichischen Weinbaus im Ersten Weltkrieg, lebte in Krems
- Kurt Preiß (1929–2011), Schuldirektor und Politiker, Nationalrat
- Mathias Prininger (1652–1718), Glockengießer
- Hans Ranzoni der Ältere (1868–1956), Maler, lebte in Krems
- Helmut Rauch (1939–2019), Kernphysiker und langjähriger Leiter des Atominstituts der Österreichischen Universitäten
- Rudolf Redlinghofer (1900–1940), NS-Opfer, wurde am 11. Jänner 1940 in Berlin-Plötzensee enthauptet
- Erwin H. Rainalter (1892–1960), Journalist und Dichter
- Roman Resch (1922–1976), Politiker
- Hartmut Riepl (* 1940), deutscher Politiker
- Susanne Rosenkranz (* 1972), Politikerin
- Walter Rosenkranz (* 1962), Anwalt und Politiker
- Benedikt Rudischer (* 2003), Handballspieler
- Ewald Sacher (* 1949), Politiker
- Ernst Schandl (1920–1997), Volksmusiker, Schöpfer des „Wachauerliedes“
- Johann Georg Schmidt (Wiener Schmidt) (1685–1748), Maler, verstarb in Krems;
- Martin Johann Schmidt (1718–1801), genannt „Kremser Schmidt“, der herausragendste Maler des österreichischen Rokoko
- Peter Schnaubelt (* 1964), Autor
- Franz von Schneider (1812–1897), Chemiker und Mediziner
- Johannes Seld de Leubs (* 1383), Stadtpfarrer in Krems
- Simandl, Sagengestalt nach dem angeblich um 1528 in Krems lebenden „Simon Handl“
- Dominic Marcus Singer (* 1993), Schauspieler
- Fritz Sitte (1924–2007), Autor und Journalist
- Philipp von Spanheim († 1279), Herzog von Kärnten, starb in Krems, gemalter Epitaph im Kremser Dominikanerkloster
- Marko Stankovic (* 1986), Fußballspieler
- Anton von Steinbüchel (1790–1883), Numismatiker und Archäologe
- Christoph Freiherr von Stiebar (1753–1824), Kreishauptmann im Viertel o.d. Manhartsberges während der Napoleonischen Kriege
- Waltraud Stuchlik (* 1946), Politikerin
- Maximilian Suppantschitsch (1865–1953), Wachaumaler
- Rudolf Süß (1872–1933), Pfarrer und Komponist, genannt „Der Sänger der Wachau“
- Karl Tarbuk (1881–1966), Offizier
- Ronald Iraschek (Ronnie Urini) (* 1956), Musiker
- Klaus Vondrovec (* 1976), Numismatiker
- Hans Wagner-Schönkirch (1872–1940), Lehrer, Dirigent und Komponist, absolvierte die LBA Krems und war mehrere Jahre in Krems tätig
- Erwin Waldschütz (1948–1995), Philosoph
- Rudolf Weber (1872–1949), Maler der klassischen Moderne
- Augustin Weigl (1845–1914), Förderer des Tourismus in der Wachau
- Clemens Wenger (* 1982), Jazzmusiker
- Oskar Werner (1922–1984), Schauspieler, lebte einige Jahre in Krems-Thallern
- Franz von Wertheim (1814–1883), Industrieller
- Josef Wichner (1852–1923), Volksbildner, Lehrer und Dichter
- Franz Wilhelm (1914–1977), Industrieller und Bürgermeister
- Joseph von Winiwarter (1780–1848), Jurist und Hochschullehrer
- Harald Wittig (1934–2018), Bürgermeister und Landtagsabgeordneter
- Michael Wutky (1739–1822), Maler
- Johann Georg Zechner (1716–1778), Organist und Komponist
- Clemens Zeller (* 1984), Leichtathlet
- Alfred Zoff (1852–1927), Landschaftsmaler